# Edad Media en Castellón de la Plana
La Edad Media en Castellón de la Plana significó el nacimiento de un nuevo pueblo en el contexto de los acontecimientos producidos en la península ibérica en ese mismo periodo. En estos más de 1000 años se produjeron hechos determinantes en la historia de la ciudad, cuando el área de la Plana al norte del río Mijares pasó de una estructura poblacional muy poco densa y aislada en diferentes villas romanas, a que las diferentes invasiones germánicas posiblemente hicieran huir a sus habitantes a lugares más seguros. Luego, siglos después de la conquista musulmana de Hispania, durante el gobierno almorávide de al-Ándalus volvería la población a asentarse en diferentes alquerías diseminadas por la franja fértil de la amplia llanura protegidos por el castillo de Fadrell. La Corona de Aragón, que durante siglos tenía como objetivo expandirse hacia el sur en el proceso conocido como Reconquista, finalmente consiguió hacerse con la zona comandado por el rey Jaime I en su campaña de 1233 para la conquista de Valencia. En 1251 este rey autorizó formalmente el traslado de la villa desde el castillo hasta el llano donde años antes ya se habían establecido de forma compacta los nuevos repobladores procedentes de los condados catalanes y la zona pirenaica aragonesa. En su nueva ubicación Castellón floreció rápidamente hasta convertirse en una de las villas más importantes del Reino de Valencia pero acabó la Edad Media sumida en una profunda y singular crisis demográfica y económica contraria a los años de esplendor conocidos como el siglo de Oro valenciano que vivía el resto del reino en ese momento.

## Toponimia

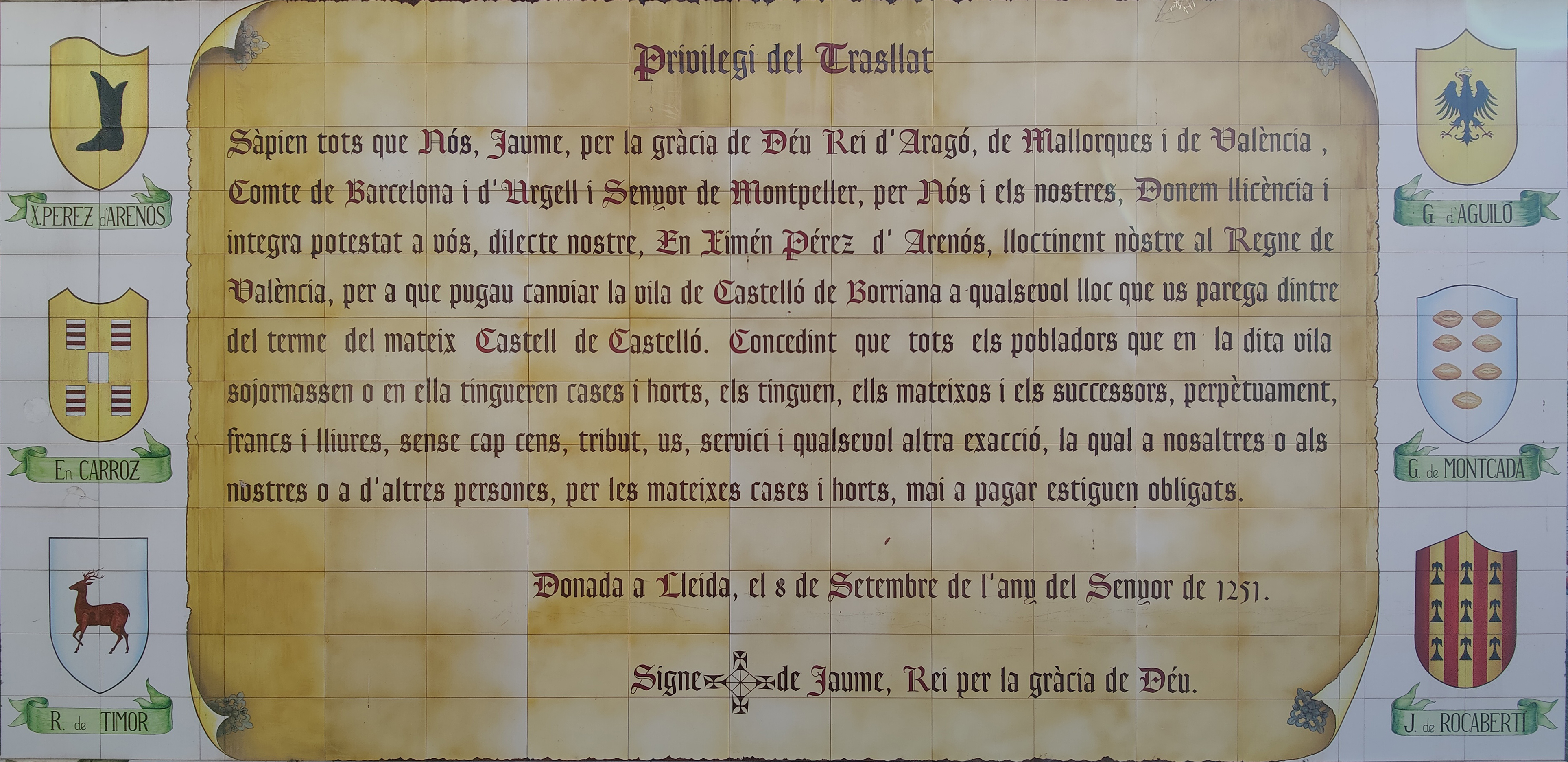
Mural cerámico del Privilegio del traslado donde pueden leerse los topónimos Castelló de Borriana y Castelló

La Edad Media fue la etapa histórica en la que se fijaron la mayoría de topónimos que aparecen todavía hoy en el municipio. El más importante es el que da nombre a la propia ciudad, en valenciano, Castelló de la Plana. Éste procede de la construcción medieval Castellu+Ione, que significa ‘castillo pequeño’. A su vez Castellum deriva de la forma Castrum más el sufijo diminutivo «-ellum». En el lenguaje administrativo de los reinos cristianos peninsulares que recoge las Etimologías de Isidoro de Sevilla, esta palabra se utilizaba para definir a un tipo de territorio dominado por un castillo. Posiblemente durante la época de la conquista cidiana esta construcción gramatical que tuvo diversas escrituras como Kastilgón, Castilgone ripa de mare, Castilion o Castiliones. Tras este breve periodo, el nombre de Castellón desaparece hasta la conquista de Jaime I, cuando a partir del topónimo Castelionis la evolución natural de la lengua produjo el doblete Castelló/Castellón, utilizado hasta el 31 de agosto de 1290, fecha a partir de la cual solo apareció la grafía Castelló, cumpliendo las reglas gramaticales que han dado origen a la mayoría de diminutivos así como al enmudecimiento del sonido nasal alveolar [n] desarrollados por el catalán medieval. La necesidad imperiosa de distinguir esta población de otras de los mismos dominios reales llevó a la Cancillería Real a crear diversas variantes como las de Castelló de Borriana o Castelló del Camp de Borriana, pues Burriana era la principal localidad de la zona en la época musulmana, utilizadas entre 1244 y 1339. Este apellido históricamente ha causado muchos problemas entre historiadores, que confundieron habitualmente ambas poblaciones u obviaron la existencia de Castellón, imputando de forma común hechos históricos sucedidos en Castellón a la vecina Burriana. Las autoridades del momento debieron ser conscientes pues durante el siglo XV se olvidó el apellido apareciendo solamente las formas Castelló o Vila de Castelló. La primera referencia al apellido «de la Plana» apareció en 1308 ya que la villa era capital de la lugartenencia de más allá del río Uxó, también conocida como de la Plana, pero hasta el siglo XVI no se hace habitual. Los cuatro nombres son los únicos que figuran en toda clase de documentación oficial y privada de la época.
En los más de dos siglos en que el topónimo Castellón cayó en el olvido aparece el topónimo Fadrell para referirse a todo el territorio castellonense tomando el nombre de la que, parece ser, era la alquería sarracena más importante de la época. Fadrell, también escrito como Khadrel, Hadrel o Adrel entre otras formas, podría significar ‘verde’ en diminutivo y femenino, o ‘la verde’ si empieza con [h]. Por otra parte la raíz /hadra:/ significa ‘región de poblados con tierra cultivada’ algo que casaría con toda la extensión que este topónimo tuvo en su época, pero teniendo la terminación de origen latino diminutiva «-ell» arriba explicada, significaría más bien ‘el pequeño montículo’ o ‘tierras cultivadas de pequeña extensión’. Fadrell es ahora el nombre de una de las partidas rurales del municipio, donde han pervivido otros ejemplos de toponimia menor de origen árabe como Almalafa, Vinamargo, Vinatxell, Rafalafena, Taxida y Benadresa. De la toponimia desaparecida, mayormente de alquerías documentadas de las que se desconoce su ubicación, hay que destacar el nombre de Benirabe, Binarabe o Benarabe, donde se asentó la villa trasladada de Castellón, que podría significar ‘los del montículo’, ‘los del campamento o residencia’ o bien ‘los del canal de riego’.
La repoblación cristiana trajo nuevos topónimos menores a la zona, entre los que destacan el de Safra, Bovalar, Cap; Lledó, un topoónimo que da nombre a la advocación mariana de la patrona de la ciudad, un nombre al que se han querido buscar raíces de lenguas celtas o que simplemente puede derivar de lledoner nombre común en valenciano de la especie Celtis australis, y que como topónimo pudo ser traído por los repobladores. Pero el nombre más discutido por su importancia histórica es el de Sas o Sasso, una palabra que apareció por primera vez en un documento de 1272 y que cayó en desuso poco antes de iniciar el siglo XV al que la mayoría de expertos da el significado de secano, uno de los tres paisajes agrícolas tradicionales del municipio, este sería el motivo por el cual el arrabal al oeste antes de la ampliación recibía este nombre; algunos especifican que así era conocida la zona que rodea inmediatamente al Castell Vell conocida por su paisaje montañoso de rocas peladas propio de las estribaciones del Desierto de las Palmas, otros apuntan a que esta palabra proveiene del latín saxum significando ‘piedra’ o ‘peña’ que se correspondería con el cerro de la Magdalena donde se asentaba la población antiguamente. Por este motivo el castillo sería conocido en esta época como Castelló del Sas para diferenciarlo del asentado en la Plana. Para Forcada Martí significaría ‘fortificación’ y especifica que se trataría de la antigua alquería de Benirabe.

## Geografía
Al menos desde el siglo XII se conocen los límites del distrito castral de Fadrell que comprendía desde «Fons-calens hasta el mar, lindando con el río de Burriana, el término de Borriol y la montaña de Montornés». Se cree que la Fons-calens sería la conocida como Font de la Salut, y el río de Burriana se identifica con el Mijares, por lo que este territorio coincidiría exactamente con la suma de los términos municipales de Castellón de la Plana y Almazora. En 1234 el rey Jaime I dona Castellón, Fadrell y Almazora a diferentes señores feudales provocando una contienda jurídica que se resolvió en 1242 con la separación efectiva de Almazora de la jurisdicción de Castellón, algo que no parece haberse planteado nunca para el caso de Fadrell. La extensión del municipio castellonense en 1398 era de 107,32 km², ligeramente inferior a la superficie actual que es de 111,33 km². Sin embargo en 1315 comienza un litigio por los lindes en la zona de Benadresa que Pedro Ximénez, señor de Borriol, consideraba que le pertenecían hasta el límite con Alcora y Onda para aprovechar los numerosos pastos de la zona amparándose en la falta de datos sobre los límites de las poblaciones implicadas en sus documentos fundacionales, pese a que en 1282 Castellón y Borriol ya habían amojonado su frontera. El proceso finalizó en 1398 con la delimitación exacta entre el municipio castellonense y el señorío borriolense, dejando la zona de Benadresa en el término de Castellón, a cuyo castillo se supone que ya pertenecía.
Durante la Edad Media el paisaje castellonense se dividía, al igual que ahora, en tres unidades fundamentales: el secano, la huerta y la Marjalería. La unidad más extensa en superficie era el secano que ocupaba toda las tierras al oeste de la Acequia Mayor y fue allí a donde se trasladó Castellón. La mayoría de su extensión estaba cubierta por bosques, destacando el llamado pinar Vert o de la Vila que se extendía desde la Puerta del Sol por todo el camino de Valencia. los cultivos se situaban en las zonas más próximas a la villa y pese a su limitada extensión eran los más rentables. En 1320 comienza la roturación de las tierras de las partidas de Bovalar, Estepar, Marrada y Benadresa, una superficie de entre 1814  ha y 1275,80  ha, que dio pie a que en el siglo XV comenzara el proceso conocido como «rompida de tierras» que se prolongó durante los siglos posteriores. A continuación, se encontraba la zona de huerta que se extendía al este de la Acequia Mayor hasta el Caminás, zona conocida como Horta Vella, con una superficie total que es objeto de discusiones y varía desde las 1731,41 Ha si se estudia el reparto de aguas según las ordenaciones establecidas el 30 de abril de 1307 sin tener en cuenta la zona de Fadrell, 2169 Ha según el reparto de aguas del Mijares de 1347, las 227 Ha según el libro de la peyta de 1398 estudiado por Sánchez Adell —que luego subió a 11 501 hanegadas—, hasta las 228 Ha según el libro de la peyta de 1468 estudiado por Concepción Domingo, o las 1756 Ha que recoge el libro de la peyta de 1479 Fue en esta zona donde se asentaban la mayoría de alquerías musulmanas, provocando que las zonas cultivadas se expandiesen de sur a norte al igual que las aguas de la acequia Mayor. El espacio del término restante hasta el mar lo ocupa la Marjalería, una faja de terrenos de 2  km de ancho de media, que en ese momento todavía se trataba de un humedal pantanoso indómito para todos los habitantes del lugar hasta el siglo XIII en que comenzó el largo proceso de desecación que finalizó en la década de 1970. A estas tierras se le sustrajo el espacio que amplió el área cultivable hasta el camino de la Donación con la creación de canales de desagüe hasta el mar y el desmonte de los diversos pujols, puntos un poco más elevados sobre el terreno, a veces simples acumulaciones de piedras, aunque también podrían considerarse tells; esparcidos por la zona y con la tierra de las franjas excavadas para la evacuación de las aguas emergentes, colmatando de esta forma los humedales, incluida la albufera del Lluent en la que desembocaba el río Seco a partir de la cual se formaron los diversos estanys y exutals. Esta zona era utilizada mayoritariamente para la caza y el apaciguamiento de ganado. En 1311 se conoce la primera concesión oficial a 11 personalidades de la villa de 110 jovadas de tierras de esta unidad para su bonificación. Desde este momento a esta zona se le empezó a conocer como les Donacions, con repetidas clasificaciones según el momento en que se establecieron, cuando finalizaron esta zona pasó a conocerse como la Horta Nova, separada del resto de marjales por el camino de la Donación que recibe su nombre de estas tierras. La superficie de esta unidad pasó de 128 ha a finales del siglo XIV, a 299 ha en 1468 y a 45 ha en 1497. Por último en la costa formada por una restinga bastante estrecha que se limitaba a las playas y que en los puntos donde se ensanchaba, limitada por el camino del Serradal, estaba ocupada por el pinar del Mar o de la Marina, del que todavía sobrevive el parque del Pinar aunque reducido en extensión. En esta época comenzó el proceso de sustitución de la vegetación potencial de la zona que, aunque culminó siglos después, ya expandió el cultivo del algarrobo hasta la Acequia Mayor, y del olivo y la viña hasta los límites con la Marjalería.
La red de acequias que riega la huerta castellonense se desarrolló al máximo en esta época y permanece con escasos retoques hasta la actualidad. Al parecer sería un sistema de origen andalusí, o incluso anterior, pero se desconoce cómo se organizaba en esta época y cuánto de la red actual es de origen posterior a la conquista de Jaime I. Se sabe que la alquería de Fadrell regaba con aguas del río Mijares gracias a la acequia de Almalafa, y que existía una acequia que abastecía la alquería de Benirabe y que fue desviada tras el reparto de propiedades en la zona. De la Carta Puebla de 1239 se puede extraer la existencia de una red de acequias, en 1266 se tiene la primera noticia documentada de que dicho sistema se alimentaba con aguas del Mijares mediante un azud y un tramo de la acequia Mayor compartido con Almazora. En 1307 se establece el sistema de riego de la Acequia Mayor por tandas repartidas entre las partidas del norte y sur del término y la existencia de la acequia de Coscollosa. Las aguas del río Mijares para el riego se comparten con los municipios de Villarreal, Alquerías del Niño Perdido, Burriana y Nules además de Almazora. Las disputas sobre el uso y el reparto de las aguas fueron constantes y durante la primera mitad del siglo XIV debido a las amplias sequías las disensiones sobre el reparto del caudal fueron muy habituales. Una de esas disputas fue elevada a arbitraje ante el infante Pedro de Aragón y Anjou quien el 20 de marzo de 1347 dictó laudo estableciendo el reparto equitativo del caudal. De las 60 partes en las que se dividieron las aguas del río, a Castellón le pertenecen 14 partes y media, y en caso de que el agua no llegase al azud conjunto de Castellón y Almazora, todas las aguas serían sumadas y repartidas por horas, correspondiendo a la huerta castellonense el caudal de riego entrante durante 29 horas. La sentencia fue bien recibida por todas las partes, y permanece en vigor en la actualidad.
El esquema básico del sistema de riegos estaba articulado, igual que ahora, por la acequia Mayor, cuyas aguas se tomaban de un azud situado en las proximidades de la actual casa de les Reixes cuya reconstrucción era periódica debido a las frecuentes crecidas del Mijares y de la rambla de la Viuda que desemboca unos metros aguas arriba. Este tramo compartido fue causa de numerosas disputas debido a la constante contaminación de las aguas que practicaban los almazorinos. Al entrar en el municipio castellonense, discurría en dirección sur-noreste como eje paralelo a la costa para, tras salvar el río Seco, seguir con componente oeste-este hacia el paraje del Molí de la Font. En su tramo intermedio, surgía por la izquierda el Sequiol —cuyo partidor del siglo XV se conserva—, la acequia Mitgera y una serie de capasaes o riegos particulares; mientras que en su parte final origina la acequia Coscollosa que fluía por el sector norte del término desde el Toll, cuyo partidor del siglo XIII se conserva bajo la plaza María Agustina declarado Bien de relevancia local, regando la partida homónima. La acequia de Almalafa tomaba sus aguas de la misma acequia Mayor pero dentro del término de Almazora, constituyendo un sistema independiente del resto de riegos castellonenses controlado por la Encomienda de Fadrell que pagaba 2 libas anuales para abastecer esa partida así como las de Almalafa, Vinamargo y la desaparecida de Valero, esta acequia conserva el partidor con la acequia de Vinamargo construido aproximadamente en el siglo XIII y declarado BRL. Otras pocas acequias regaban con aguas de otras procedencias, como la de la Obra, que lo hacía mayoritariamente de la Font de la Reina y de algún sobrante de la Mayor, de emanaciones cercanas al río Seco surgía las acequias de Na Brunella, la Plana —que sí recibía agua de la Mayor— y la de Entrilles, que mayormente recibían agua de escorrentías de la desecación de la marjal, mientras que de la fuente de la Barrassota nacía la acequia de Fadrell.

## Historia

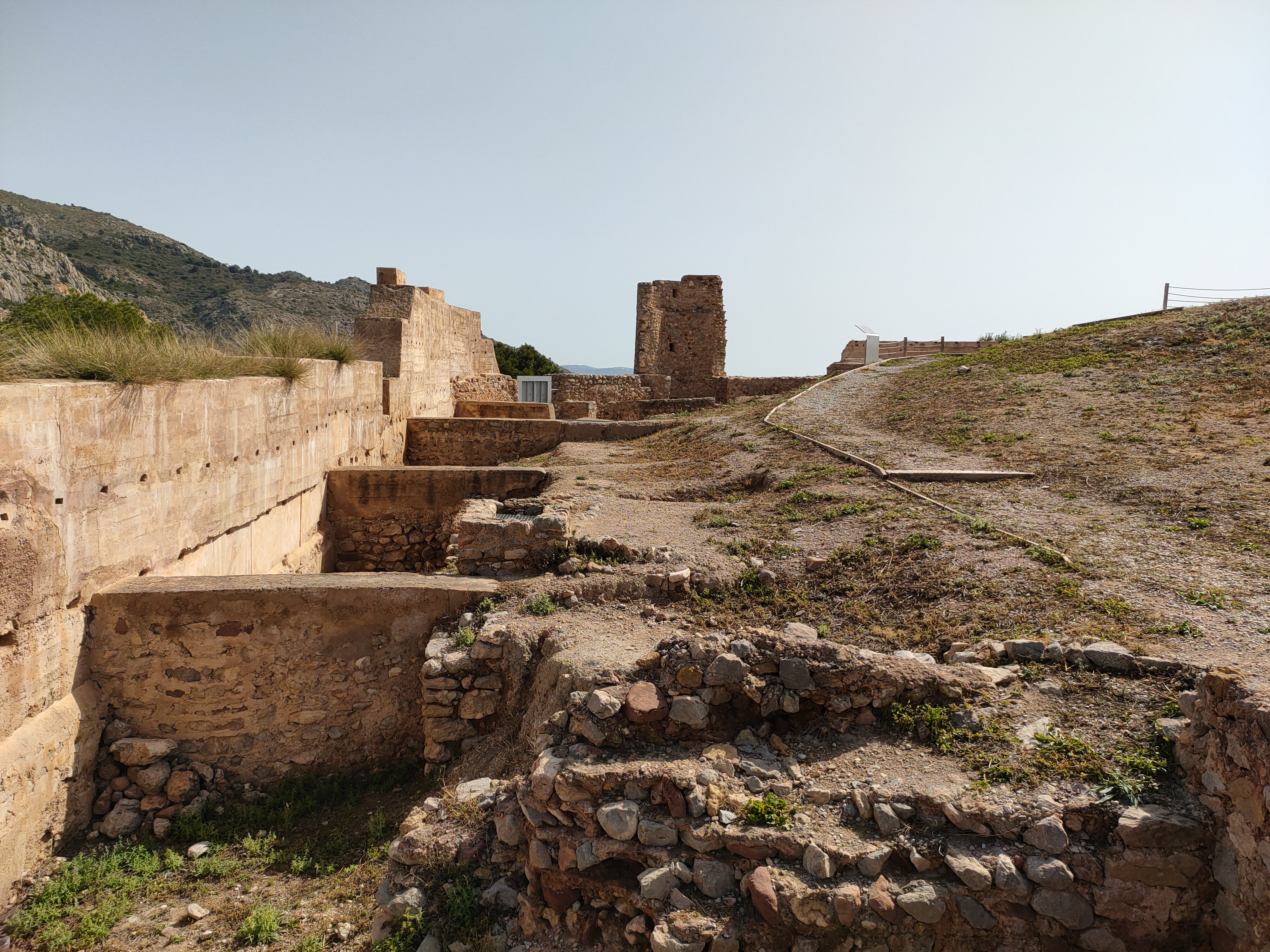
Restos Castell Vell o de Fadrell, antiguo emplazamiento de Castellón

No existe información documental, y la arqueológica es muy escasa, sobre el periodo conocido como Alta Edad Media en el territorio del actual municipio de Castellón de la Plana ante lo cual se han formulado diversas teorías para explicar lo que sucedió durante esta época en la zona.  Parece que en época tardoantigua y visigótica Saguntum sufrió una cierta decadencia que le impidió desarrollarse como sede episcopal al ser fagocitada por el crecimiento de Valentia, por lo que su territorium hasta Almenara acabó en manos de la lejana Dertosa. Al siglo V, en plenas invasiones germánicas en la península ibérica, corresponden algunos restos arqueológicos catalogados como de época bajoimperial en el Castell Vell, vinculados con visitas esporádicas que se hacían al lugar, pero no con asentamientos permanentes. Se cree que la villa romana de Vinamargo estuvo habitada hasta el siglo V o incluso el siglo VI, época de la que se han encontrado restos de una habitación absidiada donde se producirían rituales religiosos privados, posiblemente cristianos. En el siglo VIII parecen datarse los restos encontrados en la zona de Lledó, que muchos expertos señalan como un centro cultural religioso cristianizado. A partir de este momento parece producirse una discontinuidad en la población de la zona que hacen pensar en una posible evacuación del lugar por los hispano-godos.
Fue Ramón Menéndez Pidal en su obra La España del Cid quien dio a conocer la pertenencia de la zona de Castellón al Reino de Aragón a finales del siglo XI e inicios del XII y la estancia de Rodrigo Díaz de Vivar en la zona. Se desconoce como el castillo de Montornés acabó en manos de Sancho Ramírez, posiblemente se rindió voluntariamente en 1093, y con él todas las fortificaciones del Desierto de las Palmas entre Oropesa del Mar y el castillo de Castellón; y según la mayoría de autores también el castillo de Culla identificada como la Guelga que citan los documentos, aunque otros historiadores como Francesc Esteve lo refutan al quedar esa población alejada geográficamente del resto de castillos citados y rodeada por importantes poblaciones como Villafamés que se conoce seguía bajo dominio musulmán en ese momento. En 1094 el rey Pedro I, que se titularía como «Rey de Aragón, Pamplona, Sobrarbe, Ribagorza, Guelga, Oropesa y Castellón», pasó por la zona para entrevistarse con Díaz de Vivar en Burriana, población bajo su dominio ya que el Campeador controlaba toda la zona al sur del Mijares hasta Valencia. De un documento de 1095 se conoce que era señor de la zona, o teniente militar, Fortunio loannes, en 1096 o 1099 se cita a Rodericus Gostioz, en 1100 a Monnío Monnióz y en 1103 a Fortunio Sangiz. Una vez conquistó este rey Huesca en 1096 empezó una ardua tarea de fortificación para asegurar, con la ayuda de El Cid y las tropas castellanas, las posiciones costeras en el Mediterráneo de los reinos peninsulares cristianos ante el avance almorávide. En este contexto, en 1097, se rebela la guarnición mora que custodiaba Montornés en nombre del monarca aragonés siendo derrotados, según Menéndez Pidal, por el propio Pedro I y El Cid en persona, y tras ello expulsados y reemplazados por tropas cristianas. Tras el fallecimiento del Campeador en 1099 los castellanos abandonaron Valencia en 1102 y los aragoneses se quedaron solos en las tierras de la Plana hasta que en 1103 se replegaron pacíficamente a su reino, volviendo a dejar la zona bajo control musulmán. Estas son las primeras muestras documentales de la posible existencia del Castell Vell en los siglos X y XI, sin embargo no se han encontrado restos arqueológicos de la época en el recinto. Este episodio histórico parece haber causado confusión en la interpretación del verso 1327 del Cantar de mio Cid, donde junto a otras poblaciones de la zona se nombra a una tal Castejón que muchos identifican con Castellón de la Plana, pero los expertos actuales indican que se trata de la población de Castelló de les Gerres, actualmente conocido como Castellón de Rugat, en la provincia de Valencia.

### SiglosXIyXII
A mediados del siglo XII el geógrafo al-Idrisi cita en su Descripción de España un ḥiṣn denominado H.dral, constituyendo la que sería la única fuente musulmana de este periodo histórico. Un ḥiṣn es un distrito castral, es decir una subdivisión territorial cuya cabecera estaba en un castillo, que en el caso de las tierras al norte del río Mijares sería el Castell Vell, aunque el nombre lo tomaría de la alquería más importante situada en la plana. Este distrito castral pertenecería a la cora cuya capital era la medina de Burriana, que por aquel entonces la principal población de la zona. A su vez, ésta perteneció durante el siglo XI y hasta su caída en 1148 a la Taifa de Tortosa. Al contrario de lo que se ha dicho históricamente, esta organización territorial no comportaba ninguna dependencia administrativa entre el distrito castral y Burriana. El 28 de noviembre de 1178 el rey Alfonso II de Aragón y su esposa Sancha donan el castillo y la villa de Khadrell a la diócesis de Tortosa en el día de la consagración de su catedral. Este documento, conocido como Dotalía, incluye muchos detalles cuando habla de Fadrell y sin embargo es muy parco describiendo las tierras, castillos y privilegios recayentes en otras zonas todavía en manos musulmanas donados por el rey a la catedral, lo que hizo pensar a Manuel Betí que Alfonso II hubiera obtenido como hipoteca o como pago de las parias el distrito del castillo de Fadrell por parte del rey de la Taifa de Valencia Muhámmad ibn Mardanís en alguna algarada en las que llegó a asediar la capital del Turia, aunque es más probable que la donación fuese nominal, como todas las demás contenidas en el documento, y la Corona de Aragón no poseyera derecho de ningún tipo sobre tierras castellonenses en esta época.  Gracias a este documento se conocen algunos detalles del territorio castellonense anterior a la conquista cristiana, como su extensión, su paisaje, las características de su población o parte de la actividad económica del momento.

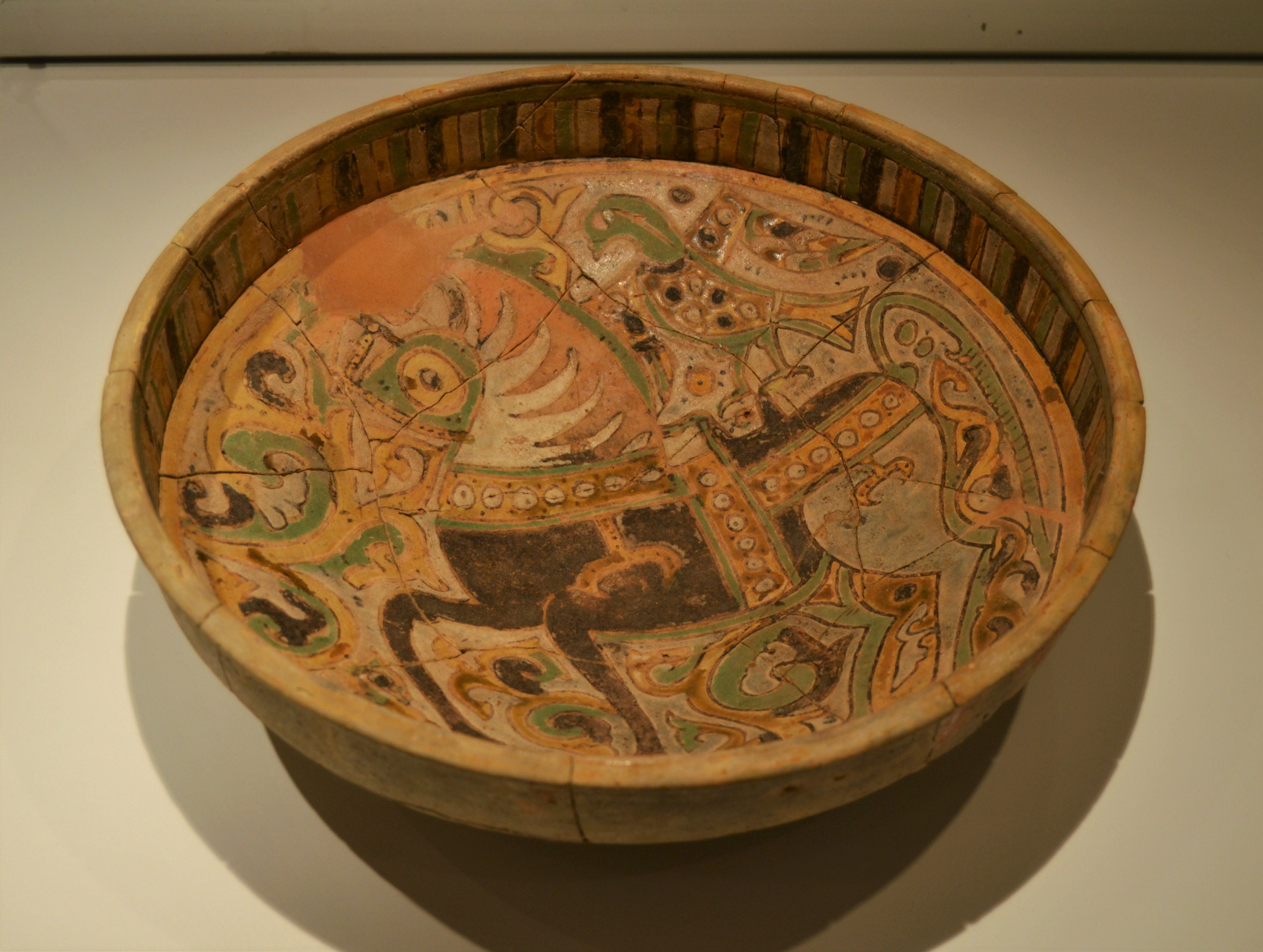
Ataifor encontrado en Fadrell

Esta donación es la primera noticia conocida de la alquería de Fadrell. Hadral era un enclave fortificado cercano, si no ocupando, el actual ermitorio de San Jaime, en plena huerta regada por la acequia de Almalafa que tomaba sus aguas directamente del Mijares, junto al Caminás y la Marjalería, donde se cree que existió ya una villa romana. La población contaría con un mercado semanal celebrado los viernes y un importante taller alfarero datado entre los siglos XII y XIII donde destaca un ataifor realizado  en cuerda seca decorado con un caballo profusamente ornamentado sobre cuya grupa se encuentra un ave con las alas explayadas.
También de esta época son los primeros restos arqueológicos medievales hallados en el Castell Vell o de Fadrell, un castillo típico andalusí de tres recintos, alcazaba, albacara y arrabal o poblado, datados entre finales del siglo XI e inicios del siglo XIII. Igualmente el Castellet d'En Nadal controlando el camino de Borriol a la Costa, el Castillo de Almazora vigilando el río Mijares y la vía Augusta, y la alquería fortificada del Pla del Moro eran las otras fortificaciones del distrito de las que se tiene constancia; el resto de alquerías serían Almalafa, Almazora, Benadresa, Benafeli, Benimahomet, Benimucarra, Benirabe, Safra, Taxida y Vinamargo; otras alquerías de las que existe constancia documental pero no se pueden localizar serían las de Benicatol, Benihayren, Benimarhua, Binaciet, Binahut, Rafalafena y Remomir; sí existen restos de asentamientos en zonas como el Barranco del Malvestit, el Camino Viejo del Mar, Canet, Coscollosa, la Cueva de las Maravillas, la Font de la Reina, la Font de la Salut, la Ruïsseta, Lledó, el Mas de Balado, o el Pujol de Gasset, la mayoría de ellas se corresponden también a asentamientos anteriores de las que no se tiene más constancia.

### SigloXIII

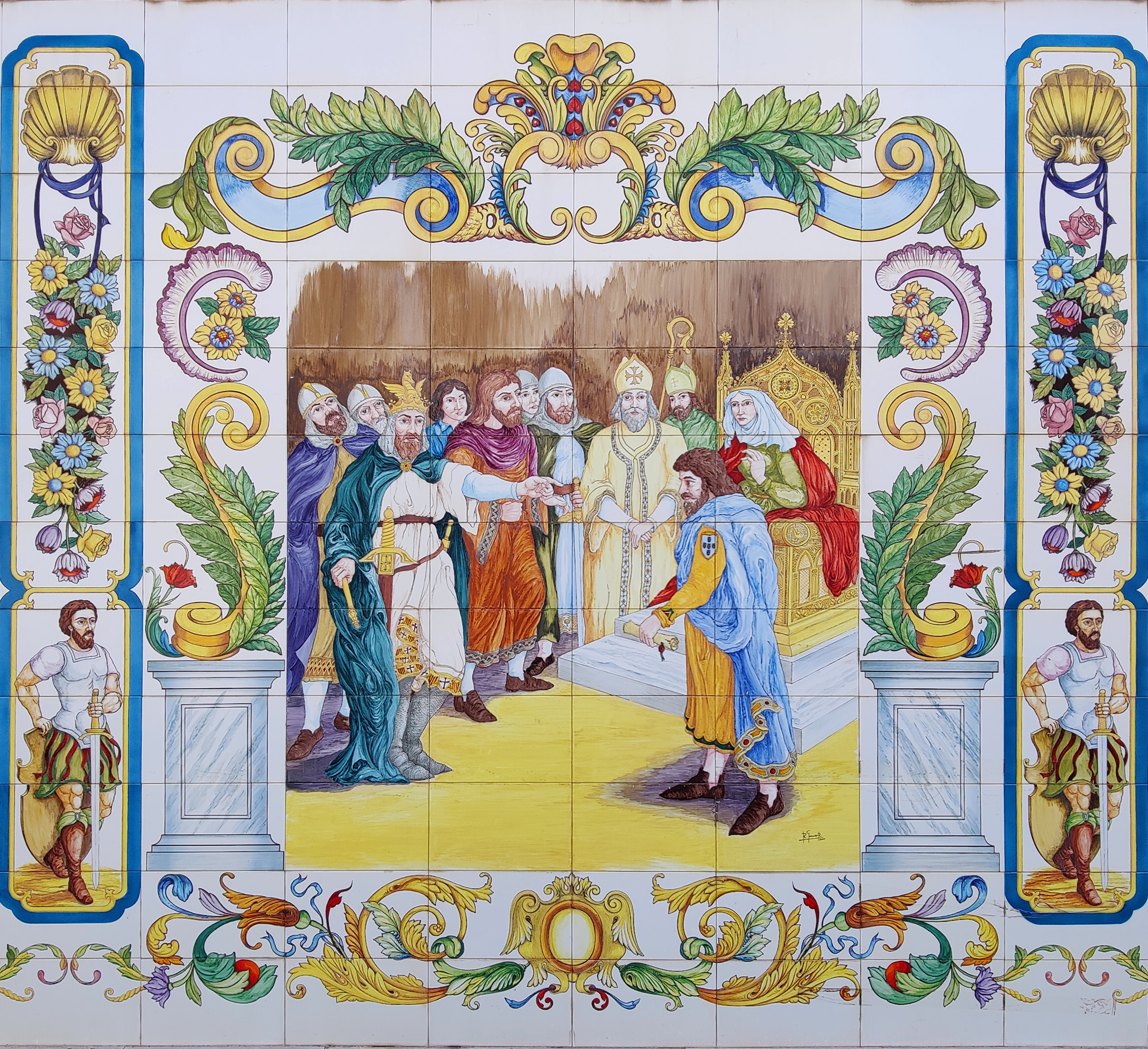
Jaime I entregando el Privilegio del Traslado a Ximén Pérez de Arenós en presencia de la reina Violante y otros miembros de la corte

El 27 de abil de 1224 Jaime I de Aragón confirmó la donación del castillo y la villa de Fadrell a la diócesis de Tortosa. Justo un año después, preparando el sitio de Peñíscola, vuelve a confirmar la donación hecha por él mismo y sus antepasados, y el 3 de noviembre de 1225 el rey amplió los límites de la diócesis hasta Almenara. El sitio culminó con su levantamiento por parte de las tropas cristianas a cambio del pago de un tributo por parte del rey árabe Zayd Abu Zayd. Tras el fracaso, el rey de Aragón se centró en la conquista de Mallorca, dejando los avances en el reino de Valencia a Blasco de Alagón, que conseguiría para la Corona la comarca de Los Puertos y parte del Alto Maestrazgo.
En 1233 el rey volvió a emprender la tarea de la conquista de Valencia, entrando por el valle del Palancia marchando hacia Burriana para conquistarla por la fuerza tras un asedio que duró del 16 al 20 de julio. Pocos días después, tras conocer los musulmanes la capitulación de Burriana, se produce la rendición de Peñíscola dejando un gran arco que comprendía parte de la comarca del Bajo Maestrazgo y las de  la Plana Alta y Alcalatén, zonas muy dependientes para sobrevivir de la medina burrianense, que rápidamente serían conquistadas o rendidas por varias órdenes militares y los nobles que acompañaban al monarca en numerosas algaradas producidas entre los meses de agosto y noviembre de ese mismo año, una de las cuales produjo la capitulación del castillo de Fadrell, ocurrida sin derramamiento de sangre dado que la población musulmana no fue expulsada del término del castillo, algo que sí ocurrió en Almazora. Inmediatamente una guarnición cristiana se aposentó en el castillo. 
Probablemente en junio de 1234, mientras se hallaba en Burriana, el rey concedió el distrito castral a su tío paterno Nuño Sánchez. El 8 de marzo de 1239 este señor feudal concede en Tarragona Carta puebla a la alquería de Benimahomet. Se desconoce la ubicación de esta alquería pero se supone situada en la zona de la calle Vera y la plaza Santa Clara, aunque algunos historiadores la sitúan como la alquería que ocupaba el lugar conocido como Fadrell. En esta carta Nuño Sancho otorga a 54 pobladores provenientes de sus posesiones en la Cerdaña dicha alquería con 60 jovadas de tierra de secano próximas así como las construcciones, jardines, tierras cultivadas y yermas, aguas y canalizaciones, pastos y bosques, caminos y zonas de caza que haya. Igualmente se otorgan 54 casas en el castillo para que vivan en ellas mientras se acondiciona la alquería. Por supuesto, la carta incluye numerosos derechos y privilegios para los nuevos pobladores, como el de una quarterata franca destinada a jardín, que junto a las casas estará sometido a franquicias; y regula el uso de la escribanía, la ferrería, el horno o los molinos; establecía un mercado en el recinto del castillo; legisla el servicio militar de los pobladores; así como la libertad de cazar, hacer pastar el ganado, tomar madera y piedras y circular por los caminos en todo el territorio del castillo excepto en la dehesa señorial. Finalmente, daba un plazo de dos años para asentarse en la zona de la alquería obteniendo si así fuese el derecho a un horno y una ferrería en la nueva población. Probablemente la fundación de esta nueva población cristiana en el llano jamás se realizó.
La donación por parte de Jaime I del distrito castral de Castellón a su tío fue contestada por el obispo de Tortosa Ponce de Torrella, a quien entre 10 y 9 años antes se le había confirmado por hasta tres veces la donación de 1178, presentando una demanda que no fue resuelta hasta el 10 de junio de 1242, cuando el arbitrio de 3 obispos —Pedro de Albalat, arzobispo de Tarragona; Vidal de Canellas, obispo de Huesca y Ferrer de Pallarés, obispo de Valencia— con un laudo resolviendo donar a la diócesis el castillo de Almazora y la alquería de Benimucarra dejando el resto del distrito a disposición de la voluntad real. Nuño Sánchez moriría en septiembre de ese mismo año dejando en su testamento la posesión de Castellón a su sobrino.
El 18 de agosto de 1244 el rey dona a su tío materno Pedro de Portugal los castillos y villas de Morella, Almenara, Murviedro, Castellón, Burriana y Segorbe en las mismas condiciones con las que antes se habían intercambiado el Reino de Mallorca. El 12 de septiembre de ese mismo año el rey concedería las rentas y dotes de Castellón a la iglesia de San Vicente de la Roqueta de Valencia, a su vez dependiente del Real Monasterio de San Victorián en la actual provincia de Huesca. En 1245 el rey confirmaría el Laudo de los Tres Obispos y donaría la partida de Fadrell a la Orden de Santiago. En 1247 estalla la revuelta mudéjar encabezada por el caudillo Al-Azraq que fue rápidamente sofocada provocando la expulsión de la población musulmana de la Plana que buscaría refugio en la sierra de Espadán. Inmediatamente, en 1248 el rey otorga en donación casas y tierras en la planicie a nuevos pobladores, destacando las 30 propiedades que otorga en la alquería de Benirabe que confirmó en un laudo el 26 de marzo de 1249. Estos pobladores provendrían de las comarcas catalanas del Pallars y de otras zonas pirenaicas catalanas y aragonesas.
Pedro de Portugal protestó ante la expulsión de la población mozárabe de sus posesiones elevando un pleito que fue resuelto por la reina Violante de Hungría en arbitraje el 24 de febrero de 1249 en el que se indemnizaba al infante con una suma de dinero a cambio de la obligación de mantener una guarnición militar en cada castillo de su propiedad, en el caso de Castellón correspondían 5, lo que da idea de la poca importancia que tenía para contener estas revueltas y el posible abandono por parte de la población del recinto. Pedro de Portugal, no contento con el arbitraje ni con las donaciones efectuadas por Jaime I en sus dominios, se alió con el infante Alfonso —hijo del rey, Lugarteniente General del Reino de Valencia y heredero de este territorio—, en aquel momento enfadado con su padre por cuestión de la herencia, poniendo todos sus castillos a su disposición para un eventual conflicto armado. Jaime I confiscó todas las posesiones de su tío, entregándolas a su nuevo lugarteniente Ximén Pérez de Arenós, y emplazó a los contendientes a resolver sus disputas en las Cortes de Aragón celebradas en Alcañiz en febrero de 1250, donde se acordó restituir a Pedro de Portugal el Reino de Mallorca pero no las posesiones en el Reino de Valencia. Este pleito concluyó en marzo de 1251.

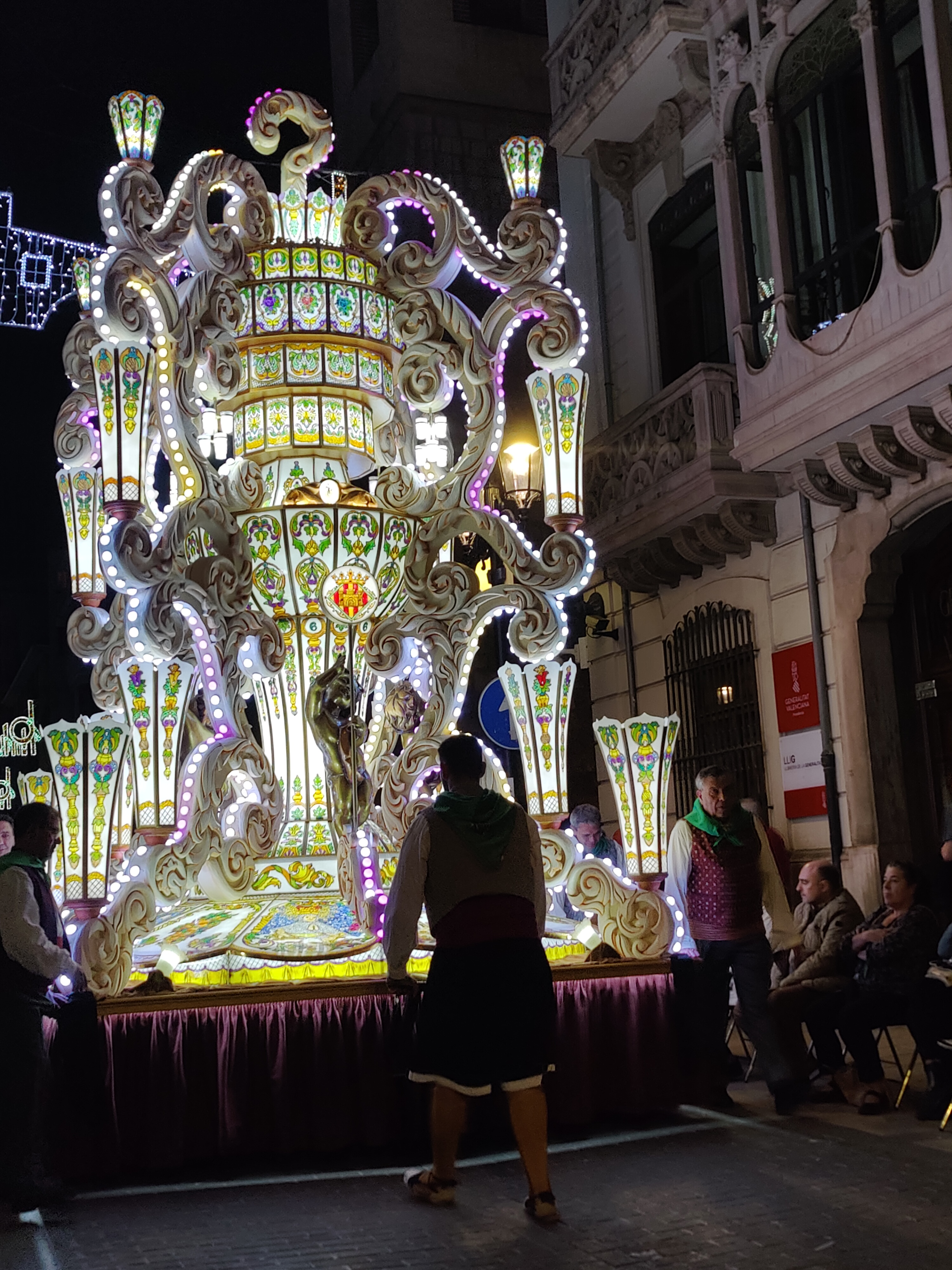
Una gaiata tal y como se entiende desde 1947

Meses más tarde, el 8 de septiembre de 1251, encontrándose en Lérida el rey Jaime I dicta el documento autorizando a su lugarteniente Ximén Pérez de Arenós el traslado de la villa de Castellón de la Plana al lugar dentro del término de su castillo que considerase más adecuado. Este documento no es una carta puebla como tradicionalmente se ha entendido por la historiografía local, si no una autorización para proceder a la mutatio villae, es decir al traslado de las administraciones de la villa de su antiguo aposento en el Castell Vell a su nueva localización en la Plana, con toda probabilidad al lugar donde ya residía prácticamente toda la población que de ellas dependía. Este hecho fue bastante común en los territorios recién conquistados del Reino de Valencia donde numerosas poblaciones situadas en entornos montañosos se asentaron en las fértiles llanuras que les rodeaban, así Alcalá de Chivert bajó del castillo de Chivert, Nules proviene de Villavieja —con la diferencia de que allí el núcleo primitivo no quedó abandonado— y Gandía bajó del castillo de Bairén. En total 18 alquerías fueron despobladas para ser agrupadas en el nuevo asentamiento de Castellón.
La costumbre sitúa el traslado de Castellón en la noche del tercer fin de semana de Cuaresma de 1252, cuando según cuenta la leyenda, se organizó una procesión encabezada por las autoridades eclesiásticas y civiles a las que acompañó toda la población. Previendo un largo camino, los castellonenses se pertrecharon de gaiatos de los que colgaron un farol, una pieza de pan de forma circular con un agujero en el centro llamado rollo y ataron a los niños con cuerdas al gaiato para prevenir que se perdieran por el trayecto. Durante la travesía comenzó a llover, teniendo que recolectar cañas de los campos para ayudarse a superar los charcos y al hacerse de noche pernoctaron en la zona donde actualmente se encuentra el ermitorio de Sant Roc de Canet. Al día siguiente cruzaron el río Seco que venía crecido por las intensas lluvias y llegaron a la nueva villa en la que celebraron una ceremonia religiosa. Esta leyenda fue creada durante el barroco por José Llorens Clavell o posteriormente durante el romanticismo por Arcadio Llistar Escrig. Carlos Sarthou Carreres considera que el traslado se hizo 18 años después de la conquista y que se confirmó posteriormente cuando se organizó una procesión de traslado del Santísimo Sacramento alumbrado por faroles y que al atravesar terrenos pantanosos los vecinos tomaron cañas de las plantas de la zona para ayudarse. Algunos expertos no descartan la posibilidad de una ceremonia de traslado solemne aunque no tan arriesgada en sus condiciones como la narrada por la leyenda popular, que es la columna vertebral de la historia y la cultura castellonenses.
El lugar elegido para asentar la villa fue la alquería de Benirabe, tal y como confirma un documento fechado en 1318. La ubicación de esta alquería ha sido objeto de numerosas hipótesis debido a la falta de instancias arqueológicas; tradicionalmente se la ha situado en la plaza Mayor, sin embargo, la aparición de los restos de unos baños árabes en la plaza de Hernán Cortés hace que se teorice su ubicación al noreste del núcleo histórico actual, o incluso fuera de él. Por el centro, o muy cerca de ella transcurriría un camino que dio origen a la actual calle Mayor, también estaría muy cerca de la alquería de Benimahomet, quizás situada en el mismo camino. Así mismo, se encontraba en una zona salubre en el secano lejos de los marjales costeros pero muy cerca de la zona de huerta, tal vez este paraje fuese conocido el conocido como Palmeral de Burriana por la abundancia de palmitos, aunque es algo improbable dadas las necesidades biológicas de esta especie de plantas y a la presencia hasta mediados del siglo XIX de pinares por la zona. Benirabe sería una alquería fortificada por los pobladores cristianos como protección ante las revueltas mudéjares que todavía no estaban sofocadas en 1248, junto a ella en 1250 se conformó un arrabal extramuros.
En 1255 la documentación emitida por la Cancillería Real empieza a nombrar a Castellón sin el apelativo de castillo. Ese mismo año la iglesia de San Vicente de la Roqueta pasa a la Orden de la Merced por el breve tiempo que duró el pleito interpuesto por el monasterio oscense que resolvió el arcediano de Valencia Gonzalo Pérez obligando a la devolución de los bienes de San Vicente por parte de los mercedarios.
En enero de 1271 Jaime I pasó unos días en Castellón dedicado a la caza que abundaba por los pinares que históricamente rodeaban a la villa. Posiblemente en ese momento se discutió la necesidad de ampliar el recinto amurallado acogiendo el gran arrabal que había crecido al noroeste de la antigua Benirabe. Poco más de un año después, el 17 de febrero de 1272, Jaime Sarroca procurador de San Vicente de la Roqueta y el propio rey confirman la asignación hecha por el baile de Murviedro Robaldo de Voltorasch para construir un recinto amurallado con foso y tres torres. La naturaleza y objetivo de este documento es ampliamente discutido por expertos e historiadores locales. La historiografía tradicional, con Vicente Traver Tomás a la cabeza, considera que esta fue la autorización para incorporar los arrabales que junto al recinto fundacional ya amurallado de la villa daría lugar a la actual extensión del núcleo histórico de Castellón. Más allá va Vicente Forcada Martí, para quien significa el comienzo de un largo periodo de reformulación de la planta urbana de la villa abandonando las trazas árabes heredadas de Benirabe absorbiendo su arrabal y haciéndolo crecer hasta un tamaño la mitad de lo que el resto de expertos considera el primer recinto amurallado de Castellón. José Sánchez Adell en 1984 es mucho más transgresor y opina que el Privilegio de Traslado otorgado por el rey en 1252 no tuvo efecto ya que la administración de la villa siguió en el recinto del arrabal del Castell Vell y que el amurallamiento del asentamiento en la llanura motivó el traslado de las instituciones a la Plana en 1275.
Una de las últimas voluntades de Jaime I fue la donación del castillo y la villa de Piera al Monasterio de Poblet. Pedro III no cumplió sus deseos de su padre pero en testamento obligó a su hijo a hacerlo, por lo que en 1286 Alfonso III de Aragón confirmó la donación reservándose el derecho a cambiarla por otro castillo. Así, el 12 de diciembre de 1287 el rey donaba la iglesia de San Vicente de la Roqueta al monasterio cisterciense, y con él la villa de Castellón, que prestó juramento y homenaje el 29 de enero de 1289. El monasterio de San Victorián, que todavía mantenía derechos nominales sobre la iglesia valenciana pleiteó la donación para finalmente avenir con el rey y el abad de Poblet la renuncia de sus derechos sobre San Vicente de la Roqueta a cambio de otras tierras y una suma económica. Durante 10 años los monjes de Poblet ejercieron como señores feudales de la villa, hasta que las deudas que arrastraba el monasterio les obligaron a plantear la venta del castillo de Castellón al rey. Jaime II de Aragón tampoco tenía el dinero suficiente para ejercer la compra, por lo que el consejo de la villa le ofreció 40 000 sueldos para ejercerla, escritura que se formalizó el 11 de enero de 1297 por la suma total de 290 000 sueldos. Por primera vez Castellón quedaba libre de señores feudales pasando a pertenecer al patrimonio real y bajo privilegio por parte de Jaime II de que nunca más volverá a separar la villa del mismo. En cambio, poco después de la venta de Castellón al rey, el monasterio se interesó por la recompra que incluso pagó por adelantado cierta cantidad de dinero, motivo por el cual los vecinos protestaron logrando revocar la venta.

### SigloXIV
En torno al año 1320 el rey Jaime II realizó repartos de tierras para asentar a nuevos pobladores en las partidas de secano del término, Benadresa, Estepar, Marrada y la dehesa del Bovalar. Este reparto provocó un proceso de agrimensura del que resultó una red de caminos llamados cuadras mayormente paralelos entre sí y articulados con la vía Augusta y el camino Real que ocupan una superficie de entre 1814 ha y 1275,80 ha del noroeste al suroeste de la villa. Estas donaciones fueron el comienzo del proceso conocido como «rompida de tierras» que se extendió durante 5 siglos y que consistió en la roturación y aplanamiento mediante bancales de los terrenos que ocupaban diversos bosques con el objetivo de extender la agricultura de secano al interior del municipio.

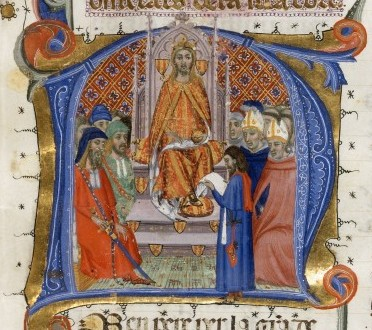
Pedro IV reunido en consejo

En 1308 Jaime II pacta el matrimonio de su hijo primogénito Jaime de Aragón con la infanta castellana Leonor para la cual preparó una dote con las rentas de diversas ciudades y villas de la Corona de Aragón entre las que se situaba Castellón. Los esponsales se produjeron en 1319 pero el heredero acabó huyendo para tomar el hábito de la Orden de San Juan de Jerusalén. En las Cortes celebradas más tarde ese mismo año el rey manifestó unir todos sus dominios y posesiones de forma perpetua impidiendo la separación en testamentos o por donaciones entre vivos aún reservándose la donación de lugares, castillos y otros heredamientos a miembros de la familia real. El nuevo rey Alfonso IV de Aragón estableció en 1328 el Estatuto de Daroca en el que se comprometía a no enajenar ningún castillo ni villa de sus reinos por ninguna razón salvo necesidad de la corona. Pese a ello el rey se casó en segundas nupcias con Leonor de Castilla en 1329 a la que otorgó como dote las ciudades de Huesca y Calatayud y las villas de Castellón, Játiva, Montblanch y Tárrega, a las que luego se unieron Morella, Alcira y Murviedro. La villa de Castellón presentó juramento y homenaje ese mismo día y posteriormente en Valencia el 11 de julio de 1329. El rey prometió que la villa no perdería sus antiguos privilegios. Uno de los grandes intereses de la reina en este momento fue dejar a sus hijos con Alfonso IV un porvenir ya que no iba a heredar ninguno la corona, para ello se hizo servir de un rescripto papal que obligó al rey a satisfacer sus deseos presionándole a incumplir el Estatuto de Daroca. Al mayor, el infante Fernando, consiguió que el rey le donase la ciudad de Tortosa —con título de marqués— y las villas de Alicante, Elda, Novelda, Orihuela, Guardamar del Segura y Albarracín a las que en 1332 quiso añadir las de Játiva, Alcira, Murviedro, Morella, Burriana y Castellón, es decir las principales localidades del Reino de Valencia, esta separación de la Corona levantó airosas protestas en la ciudad de Valencia, destacando la protagonizada por Francesc de Vinatea que se enfrentó al rey en defensa de los intereses de la ciudad que defendía, la historiografía tradicional lo considera un héroe a punto de perder la vida al enfrentarse al rey, aunque el objetivo de no enajenar todas estas villas y ciudades en favor del infante Fernando se consiguió. Al nacer el pequeño de sus hijos, el infante Juan de Aragón la reina volvió a intentar que se le donaran villas al recién nacido, pero no lo consiguió hasta el fallecimiento de su padre en 1336 cuando le dejó en testamento la villa de Castellón y el castillo y villa de Líria. El sucesor de Alfonso IV en el trono, Pedro IV de Aragón, hijo junto a su primera esposa Teresa de Entenza, tenía malas relaciones con su madrastra y sus hermanos por lo que inmediatamente al morir, o incluso mientras su marido agonizaba, la reina Leonor huyó a Castilla y su hijastro secuestró las rentas provenientes de su dote, para posteriormente volver a incorporar Castellón al patrimonio real el 14 de septiembre de 1336. Con el onjetivo de solucionar los asuntos de la dote de Leonor de Castilla y del testamento de su padre, el rey convocó Cortes Generales de la Corona de Aragón en Castellón, reuniendo entre los carnavales y hasta el día de la Asunción de 1337 a representantes aragoneses, catalanes y valencianos, de la nobleza, síndicos de las ciudades y villas, infantes aragoneses y castellanos, prelados y dos legados pontificios. Lope de Luna mandó a 1300 caballeros a Castellón para defender la postura de su tío el arzobispo de Zaragoza Pedro López de Luna y Ximénez de Urrea presionando al parlamento, lo que obligó al rey a trasladarse a Gandesa, y con él las Cortes, de donde se acabaron trasladando a Daroca. Temerosos de la vuelta a la villa a los intereses feudales, los castellonenses mandaron a mensajeros a encontrarse con el rey en la localidad zaragozana para exponerle las antiguas promesas que se le habían realizado a la villa. En esta localidad finalmente las Cortes llegaron a una concordia en la que se otorgaba la herencia concedida al infante Juan, salvo los derechos militares de la villa que pasaban a depender del rey, que ejercería su madre hasta su mayoría de edad, aunque el monarca se reservaba el derecho a cambiarlos por otras villas y lugares equivalentes hasta la festividad de San Miguel de 1340, tiempo durante el que se nombró como señores temporales a Pedro de Aragón y Anjou y a Ramón Berenguer de Aragón, quienes también estaban a cargo de emitir la sentencia sobre el posible cambio en la herencia. Se desconoce como acabó el señorío de Leonor de Castilla y su hijo Juan, salvo que en 1341 todavía lo ejercía, por lo que no se cumplió el posible cambio, con seguridad el señorío le sería arrebatado antes o durante 1357 sin que se conozca renuncia por su parte, finalmente el infante moriría asesinado en 1358 y la reina correría el mismo destino un año después, ambos por orden de Pedro I de Castilla.
En 1347 estalló la guerra de la Unión, en un primer momento Castellón fue partidaria del bando realista conocido como la Fraternidad, pero en marzo de 1348 se pasa al bando unionista que en ese momento iba ganando la guerra, y junto a las tropas de la Unión de Valencia compuestas por 6000 hombres asaltaron Onda en septiembre asesinando al Gobernador General del Reino de Valencia Arnaldo de Ruisech y a otros 18 altos cargos, allí igualmente fueron sorprendidos por el lugarteniente de Castellón, entonces asentado en Burriana a causa de la guerra, Guillem de Belvis que inició una matanza a la defensiva obligando a los unionistas a replegarse en Castellón donde se presentó Pedro de Boil con un ejército de 10 000 soldados que sitiaron la villa. Los unionistas se defendieron lanzando piedras desde las murallas llegando a matar a Guillem de Boil, hermano del general sitiador, por lo que los planes para tomar al asalto la villa por parte de las tropas realistas se adelantaron, penetrando en el interior del recinto amurallado acuchillando a todo oponente hasta que la villa se rindió y se procedió a ahorcar en la plaza a los principales cabecillas unionistas. Después de esto la ciudad volvió a manos realistas y atacó a diversas poblaciones fieles a la Unión de las comarcas de la Ribera Alta y la Huerta de Valencia. Es posible que los castellonenses estuvieran divididos en dos respecto a los apoyos a cada bando, desconociéndose qué bando fue el mayoritario entre la población y si eso pudo provocar que algunos de estos ataques fueran realizados de forma extraoficial sin consentimiento de las autoridades locales. Pero al finalizar la guerra, que la historiografía tradicional sitúa justamente en el episodio del asedio, el Rey castigó a Castellón como a cualquier población unionista.

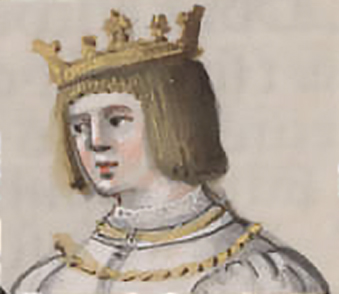
Enrique II de Castilla fue señor feudal de la villa

En 1356 comienza la guerra de los Dos Pedros entre Pedro I de Castilla y Pedro IV de Aragón que protegía al hermanastro bastardo del rey castellano, Enrique conde de Trastámara. Esta protección y las pretensiones de Enrique de pretender al trono castellano se ratificaron en un tratado celebrado en Pina de Ebro el 8 de noviembre de 1356 y ratificado en Zaragoza el 20 de enero de 1357. Mediante este tratado Enrique se convertía en vasallo de Pedro IV hasta que pudiese ser proclamado rey de Castilla al cederle los señoríos que anteriormente se le habían donado a la reina Leonor y su hijo menor Juan, ya que al mayor, Fernando de Aragón se le respetó el título de marqués de Tortosa para atraerlo a la corte aragonesa, con el objetivo de que Enrique utilizara los beneficios económicos que obtendría de su señorío en su campaña para alcanzar el trono castellano. Aunque finalmente las donaciones fueron las villas de Montblanch, Tárrega y Vilagrasa en Cataluña; Tamarite de Litera, Ricla y Épila en Aragón y Castellón y Villarreal en el Reino de Valencia. La villa de Castellón temerosa de que el señorío de Enrique de Trastámara se alargara en el tiempo recibió la promesa del rey el 11 de febrero de 1357 de que el señorío solo duraría dos años a contar desde el pasado 30 de noviembre, fiesta de San Andrés, y que el nuevo señor respetaría todos los privilegios, usos y costumbres otorgados hasta la fecha. En junio de ese mismo año los castellonenses pidieron al conde un perdón general a las penas civiles y criminales de la población que fue concedido el día 12 de ese mismo mes. Los dos años pasaron y el señorío se alargó sin que Castellón retornara a la corona tal y como se les había prometido, pero no parece que hubieran grandes quejas. En junio de 1363 Pedro IV quiso atacar al rey castellano en Murviedro pero fue aconsejado que no lo hiciese por lo que se retiraron las tropas aragonesas comandadas por el infante Fernando a Almazora mientras que la corte con el rey y el conde de Trastámara se alojaron en el Parador Real de Castellón. Esta cercanía física motivó a Pedro IV a celebrar consejo donde culpó a su hermanastro de traición movido por el rencor y los deseos de venganza hacia su madrastra, el cambio de bando del infante en mitad de la guerra y el robo a la tesorería real de Zaragoza que el infante habría perpetrado para pagar a las tropas, así, el rey mandó a Pedro II de Urgel y a Hugo II de Cardona a engañar a Fernando con el pretexto de que el rey lo invitaba a comer a Castellón, donde tras el ágape se le comunicó su detención. Fernando se resistió y empuñó su espada, el rey ordenó que debían apresarlo vivo o muerto, y comenzó así una lucha en la que intervino el propio Enrique y su séquito hasta que fue asesinado Fernando. La población rápidamente se hizo eco de la noticia creyendo que el asesinado había sido el monarca por lo que Pedro IV tuvo que presentarse en público a dar fe de vida y buena salud. Finalmente en marzo de 1366 el conde de Trastámara es proclamado rey de Castilla como Enrique II y de acuerdo a lo pactado en el Tratado de Pina el 9 de julio de dicho año Pedro IV anulaba el juramento de fidelidad de la villa a Enrique y confirmaba el privilegio de anexión a la corona extendido años antes. Para finalizar su señorío, Enrique II vendió a la villa los dos pinares, al sur de la población y junto al mar, que poseían como derecho feudal todos los que hasta entonces habían sido señores de Castellón y que de otra forma pasarían a formar parte del patrimonio real. Poco antes, el 24 de septiembre de 1365 Enrique ya había vendido a las autoridades locales sus derechos en pesos y medidas de la carnicería y la pescadería por 60 000 sueldos.

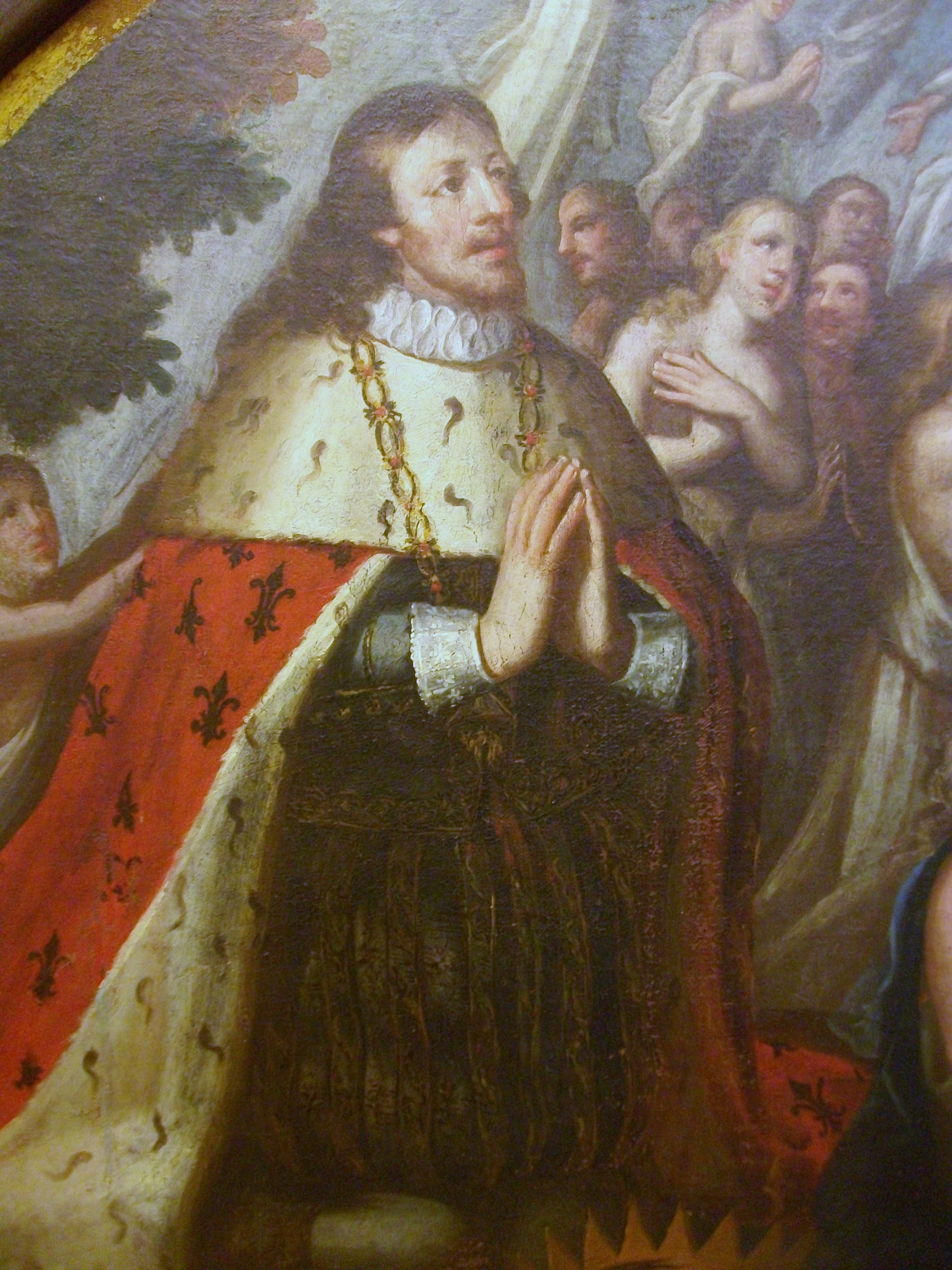
Detalle del cuadro Visión del rey Martín I de José Vergara Gimeno (1726-1799) en el Museo de Bellas Artes

No tardó el rey Pedro IV en volver a desligar de la corona la Villa de Castellón. El 10 de marzo de 1368 creó el condado de la Plana a favor de su hijo menor Martín con el que otorgaba las villas de Castellón y Villarreal, el castillo de Uxó y las pertenencias reales en Nules. Hecha la donación, su hermano mayor y Gobernador General del Reino el infante Juan manda a su lugarteniente García de Loriç a tomar posesión de la villa, pero los jurados se opusieron y el acto tuvo que ser aplazado, ante lo que Juan sancionó a la villa. En las Cortes del Reino de Valencia celebradas en la capital pocos días después, Castellón comunicó el caso y recibió el apoyo de los tres brazos para oponerse a la donación del rey. El 15 de abril el infante ordenaba aplazar 14 días  cualquier acción punitiva contra la villa así como que no entraran en Castellón una vez pasado ese plazo sin consentimiento del rey, al que escribió dos días más tarde contándole la situación a la espera de recibir nuevas instrucciones mientras las autoridades castellonenses luchaban por revocar la orden o, al menos, que no se declararan desleales a quienes se opusieran. El 2 de mayo se dio a conocer la decisión del rey de seguir adelante con la donación sin que las Cortes temieran no ser leales por su oposición. La noche del 4 de mayo Juan mandó dos emisario a la villa para anunciar su llegada, y por la mañana temprano a otros dos, pero cuando él se dispuso a acudir a Castellón los encontró de vuelta por el camino ya que no pudieron entrar porque las puertas de las murallas estaban cerradas. Juan prosiguió su camino y se encontró las murallas cerradas, con algunas puertas tapiadas y los puentes sobre el foso destruidos o levantados excepto uno. Pidió entrar tres veces en nombre del rey sin recibir respuesta ante lo que mandó prender fuego a las puertas respondiendo los castellonenses lanzando piedras a las tropas y al propio infante. Ante esta situación marchó a Villarreal donde le esperaba una respuesta similar por parte de la población, por lo que se refugió en Almazora desde donde volvió a escribir a su padre y se aseguró de obtener un mayor número de soldados poniendo de su parte al señor de Nules Pedro de Centelles entre otros nobles de la zona y al Justicia de Morella, así como hizo llevar máquinas de guerra desde Murviedro y Burriana. Unos días más tarde los jurados de ambas villas debieron aceptar la donación y enviaron cartas al rey disculpándose por lo sucedido reclamando el perdón real, ya que el 8 de mayo el infante vuelve a escribir a todos los señores feudales y villas para comunicarles que ya no necesitaría su apoyo. El 16 de mayo entró Juan en Castellón pero se marchó el dispenser de Martín con la carta de donación por lo que tuvo que volver a aplazarse el acto. El 31 de mayo se produjo finalmente el acto de donación del que se ausentaron numerosos castellonenses a los que esperaba un castigo que ni el infante ni el Consejo supieron acordar por lo que mandaron mensajeros a pedir asistencia jurídica a Valencia. Sin embargo poco después quedaba revocada la donación de Castellón al infante Martín y el rey perdonaba a la población los sucesos acaecidos durante los intentos de toma de posesión. Aunque de nuevo, el 24 de junio del mismo año el rey volvía a donar los mismos territorios a a su primogénito Juan. Éste perdonó a la villa por todos los hechos producidos durante el señorío de Martín el 6 de julio. Finalmente, el 6 de octubre el rey revocaba su última donación sin que pudiera llevarse a cabo, devolviendo a su hijo las villas de Besalú y Camprodón que había recibido a cambio de las posesiones en la Plana que el heredero había rechazado convencido desde el primer momento de la ilegalidad de las mismas dado el privilegio de anexión existente desde hacía años. De esta manera cesaron todos los señoríos sobre Castellón y ya no volvió a ser separada de la corona.
En 1367 se celebran las Cortes del Reino de Valencia en Castellón presididas por Juan, príncipe de Gerona.

### SigloXV

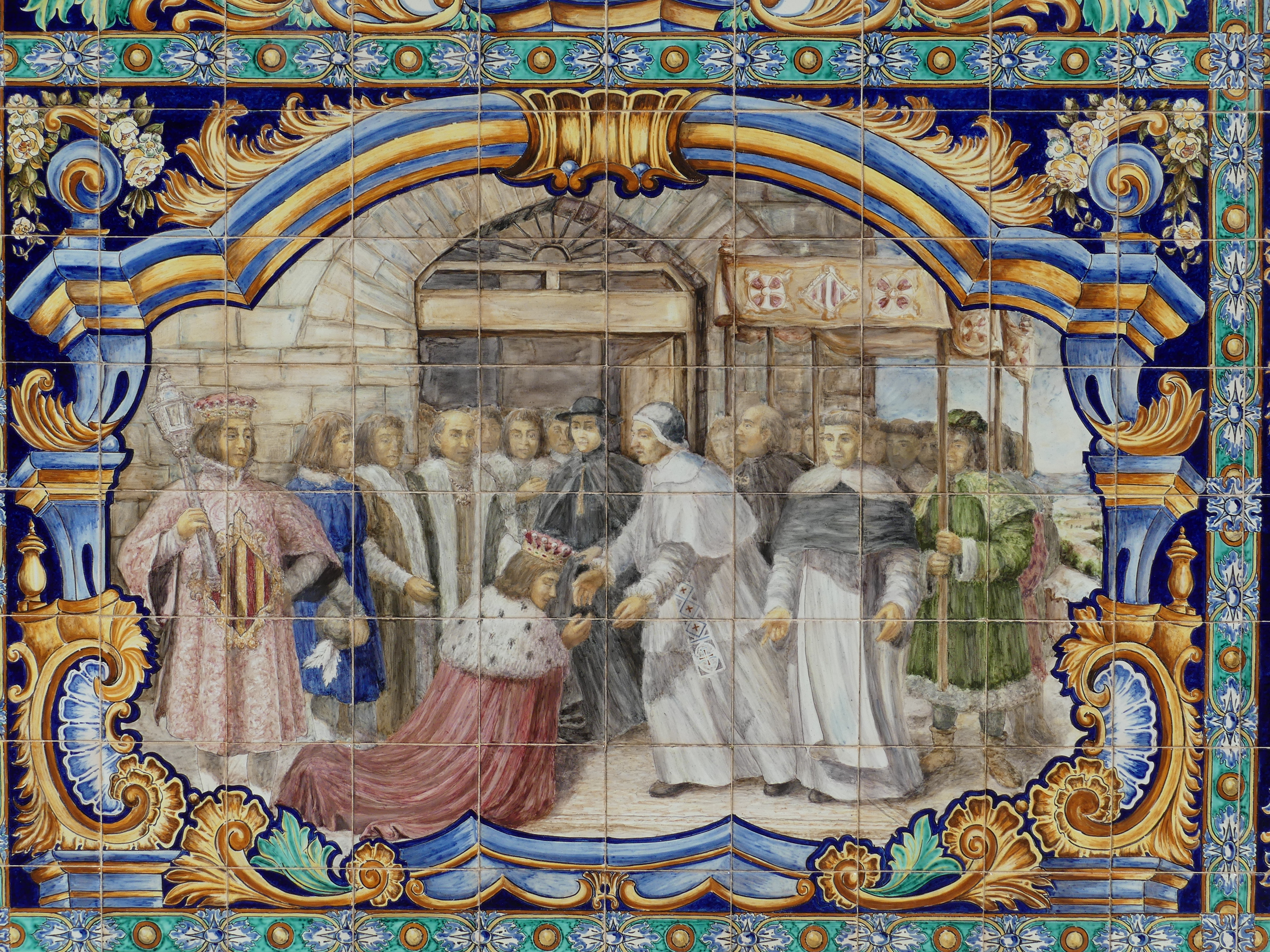
Fernando I, Benedicto XIII y San Vicente Ferrer en el banco dedicado a Castellón de la plaza de España (Sevilla)

La muerte sin descendencia de Martín I en 1410 provocó un largo interregno durante el cual la nobleza el Reino de Valencia dividió su apoyo entre bandos de candidatos a ejercer de monarca, el urgelista, partidario de Jaime II de Urgel y encabezado por la familia Vilaragut y el gobernador general del reino Arnau Guillem de Bellera, y los antiurgelistas, partidarios en principio de cualquier candidato que no fuese el conde de Urgel y que luego se decantarían por el infante castellano Fernando de Trastámara, cuyos partidarios más destacados fueron la familia Centelles. En un principio Castellón no tomó partido ya que sus autoridades eran antiurgelistas. En octubre de 1410 el gobernador Bellera acude a la villa para someterla a su bando y se encuentra con las puertas de la muralla cerradas ante lo cual decide entrar por la fuerza desatando una gran represión que terminó con la huida de un importante número de habitantes, entre ellos el lugarteniente Bartomeu Miralles y el ajusticiamiento del baile Bernat Hostalers poco después. Las correrías de Bellera por la Plana solo le comportaron el apoyo de dos localidades, Castellón y Villarreal, siendo el resto vasallas de los Centelles o antiurgelistas, lo que acabó creando un parlamento en apoyo de cada uno de los bandos incapaces de ponerse de acuerdo para elegir a sus delegados a la elección del nuevo rey junto a los del resto de territorios de la Corona de Aragón, desatando una guerra civil que se cebaría especialmente con la comarca. Ante la situación Castellón dispuso reforzar las murallas, que en algún punto todavía no habían sido finalizadas, garantizarse el suministro de agua y de alimentos, así como de armas y tropas externas para prepararse ante los posibles ataques, mostrando siempre fidelidad a la causa del gobernador que pese a todo se mostraba dubitativo ante la actitud castellonense. las hostilidades en la zona se iniciaron a partir de noviembre de 1411 con ataques prácticamente diarios comandados por el exlugarteniente Miralles, recrudeciéndose a partir del siguiente mes de enero. El 27 de febrero de 1412 tiene lugar en Murviedro la batalla del Codolar en la que fallece el gobernador Bellera, provocando que muchas villas, incluyendo la ciudad de Valencia, pasasen al bando trastamarista. No fue el caso de Castellón, ante la cual se enviaron tropas comandadas por Miralles, tropas de la invasión castellana lideradas por Antonio de la Cerda y la milicia de Murviedro para atacar la villa el 24 de abril de 1412, resultando en una gran batalla con más de 500 muertos entre las filas atacantes, incluido el comandante castellano, y una victoria para las huestes castellonenses. Tras la batalla la situación se calmó en toda la Corona y para junio de ese año se resolvió el Compromiso de Caspe resultando elegido como monarca el Infante de Antequera como Fernando I. Castellón no fue avisada oficialmente de la noticia al ser considerada foco de resistencia urgelista, por lo que por sus propios medios acude a negociar su reconocimiento que se retrasó hasta, al menos, el 13 de julio. En septiembre visitó Castellón el que posteriormente sería San Vicente Ferrer predicando un sermón ante las autoridades de Castellón y otras villas cercanas que, se dice, provocó la reconciliación entre ellas tras la guerra. La paz no fue total, aunque las autoridades parece ser que se subordinaron, la población bien sea por su rencor a la Casa de Trastámara que fue señora de la villa, por su pertenencia a la diócesis de Tortosa o por su cercanía a Cataluña no fue tan partidaria, marchando algunos vecinos a luchar junto al conde de Urgel en la revuelta que lideró contra el monarca en 1413. En 1414 las autoridades locales todavía solicitaban la liberación de los presos hechos por el bando antiurgelista desde 1410 aduciendo la escasa mano de obra asentada en la villa.
Finalizados los conflictos sucesorios las relaciones de la villa con la corona no mejoraron y se mantuvieron tensas. El 13 de diciembre fue el propio Fernando I el que visitó por primera vez la ciudad siendo recibido triunfalmente, en septiembre del año siguiente repitió la visita con toda su familia para dedicarse a la caza, y volvió por última vez en marzo de 1417.

## Geografía humana

### Demografía
No existen datos demográficos de Castellón hasta 1350 cuando se contabilizaron 1100 fochs, lo que equivaldría a unos 3850 habitantes. Se puede entender como un notable éxito que en apenas 100 años de existencia la villa alcanzara dichos datos poblacionales. En 1348 llega la peste negra a la Corona de Aragón, la falta de información sobre el alcance de la epidemia en la Plana podría indicar que la zona fue afortunada y la enfermedad no se cebó con virulencia sobre la población, ya que para 1357 se contabilizaban 1010 fochs, el equivalente a unos 3353 habitantes, sin embargo el perdón concedido a la villa por Enrique de Trastámara ese mismo año explicita que se hace a tenor de la pobreza y enfermedades que sufría la población. Precisamente a partir de esta fecha Castellón se desmarca del auge capitalino con una tendencia demográfica en declive, paralela a la que sufría Cataluña, y que se prolongó durante todo el siglo XV con escasos picos de aumento. El de 1374 fue un año de calamidades para la Corona de Aragón que en Castellón se sufrió de forma muy aguda. En 1398 la población sería de 2534 habitantes, falleciendo ese año 1600 personas. En 1404 el consejo habla de una «plaga de mortalidad», aunque en 1418 la cifra de población volvió momentáneamente a los 1100 fochs, para 1427 se volvía a hablar del exceso de mortalidad que se producía en Castellón. Las dos décadas entre 1430 y 1450 fueron devastadoras, las inclemencias meteorológicas produjeron malas cosechas y con ellas se expandieron del hambre y las enfermedades, como los brotes de peste de 1439, 1444 y 1450, los altos impuestos tampoco ayudaron a retener población. En 1438 se registrarían unos 1991 habitantes. Para atraer nuevos pobladores Castellón aplicó políticas de atracción demográfica buscando atraer a cristianos con oficios en Valencia con la promesa de un notable éxito por existir menor competencia en la villa, así como procurar proteger a las minorías religiosas perseguidas en otros puntos de la Corona. Así en 1462 se contabilizaron unos 2509 habitantes y en 1469 unos 1856 con notables variaciones anuales a lo largo de la década. En 1478 fueron 1856 habitante y en 1485, 2205 habitantes.
En 1260 Jaime I concede a población musulmana del término diversos privilegios que les permitían no cumplir con ciertas obligaciones feudales hacia la iglesia de San Vicente de la Roqueta. En 1272 la población musulmana se agruparía ocupando los restos de la antigua alquería aunque sin formar una comunidad estable ni protegida por las autoridades. Tradicionalmente se ha pensado que los musulmanes volvieron a tierras castellonenses en torno a la década de 1270, pero es posible que nunca fuera expulsada completamente del término, permaneciendo aislada en algunas alquerías. La población musulmana asentada en la antigua alquería de Benirabe se mudó en 1320 a su definitiva localización al noroeste de la villa, en una zona todavía extramuros, entre las actuales calles de la Morería y Alloza, estableciendo una pequeña morería bastante insignificante. El 25 de noviembre de 1402 Martín I de Aragón les concede derecho a erigirse en aljama. Al amparo de esta concesión, en 1404 se buscó atraer a nuevos pobladores, siendo un intento frustrado por temor del consejo. En 1417 se repitió la operación sin que tampoco prosperara, y en 1438 a través de un intermediario y con estímulos económicos se consigue atraer a población morisca, sin embargo su avecindamiento no se hizo efectivo hasta 1447, creciendo lentamente hasta que en 1459 acuden varios musulmanes huyendo de diversos señoríos feudales, principalmente del de Borriol quien planteó un pleito para recuperarlos hasta que una sentencia arbitral dictada en 1460 asentó definitivamente a la población musulmana en Castellón con protección de la Corona.
Los primeros vecinos de religión judía estaban ya asentados en Castellón en octubre de 1279, con una aportación fiscal en el siglo XIII de 50 sueldos, lo que representaba una comunidad pequeña pero más numerosa que las de Villarreal o Burriana. A principios del siglo XIV debieron constituirse en aljama y el 17 de enero de 1320 se les autorizó a disponer de cementerio propio en las cercanías de la villa, que finalmente se situaría en la actual zona de la olivera de la avenida del Rey Don Jaime, la esquina noroeste del núcleo histórico. En 1391 se produjeron asaltos a numerosas juderías de la península ibérica pero la de Castellón se libró gracias a la protección que establecieron las autoridades locales el 14 de julio, pero tras estos alborotos se produjeron numerosas conversiones al cristianismo, según documentos de la época debidos al «milagro de las crismeras» surgido en la ciudad de Valencia cuando debido al alto número de bautismos las parroquias se quedaban sin crisma para poder celebrar este acto litúrgico, los recipientes que guardaban el aceite santo se rellenaban sin aparente mediación humana, un hecho que también se dice ocurrió en la parroquia castellonense tras una conversión masiva entre los días 14 y 18 de ese mes y que dejaron un número reducido de fieles judíos, cabe destacar que a los conversos se les devolvían los bienes embargados y gozaban de protección oficial como cristianos lo que probablemente fue el motivo real de los bautismos. La aljama fue refundada en 1400 con el apoyo del rey Martín I que concedió nuevos privilegios fiscales para atraer nuevos pobladores. Hasta ese momento los judíos eran libres de vivir en cualquier lugar de la villa pero en 1416 el consejo fue informado de que debía separar la población judía de la cristiana, algo que no fue aceptado hasta 11 años después debido a las presiones del nuevo monarca Alfonso V, cuando se les otorgaron unas casas desvencijadas en un callejón junto a la muralla al norte de la villa que fue del desagrado de la comunidad judía que finalmente consiguió establecerse en otro lugar, en torno a la calle Caballeros, al adquirir varias viviendas, aunque la mayoría de miembros residía en alquiler a propietarios cristianos que imponían duras condiciones a sus arrendatarios. También crearon una sinagoga en 1432 en la actual calle de Domingo Briau. Finalmente, como todos los judíos españoles se ordenó su expulsión en 1492, partiendo del puerto de Sagunto el 1 de agosto de ese año.
Durante el siglo XIV se recoge la llegada de hasta tres personas de etnia gitana a Castellón. La primera el 21 de abril de 1460 cuando se inscribe a un «conde de Egipte lo menor» llamado Martín, llegó acompañado de numerosos hombres y mujeres procedente de Santiago de Compostela para cumplir una penitencia impuesta por el Papa, y fueron acogidos por las autoridades en atención al título que decía poseer, no se asentó en la villa y continuó su viaje. El segundo, apelado como duque, llega el 9 de marzo de 1471, también era un peregrino que solicitó ayuda y se le concedió limosna, no iba solo pero se desconocen detalles de su estancia, aunque se cree proveniente de Andalucía donde diversas fuentes históricas lo citarían. El tercero, señalado como «conde de Egipte», llega el 18 de octubre de 1472, también recibió donativo monetario sin más datos. Estos títulos parece que eran los que los gitanos daban a los jefes de los clanes. Se cree que las autoridades locales comenzaron a desconfiar de la práctica tras la segunda visita, por ello los tratamientos que se les otorgaron fueron cada vez menores, al igual que la información registrada, y en 1484 el consejo los acusa de hacer daño a la villa y se ordena a los jurados que los expulsen.

### Economía
El 9 de mayo de 1269 el rey Jaime I otorga a Castellón el privilegio de celebrar una feria anual que comenzaría el 10 de octubre, 8 días antes de la festividad de San Lucas. Y en 1334 las autoridades logran alargar la duración de la feria de San Marcos y hacerla empezar el mismo 18 de octubre. En 1444 la reina María concede a Castellón el permiso para celebrar una nueva feria comercial llamada del retorn, a celebrar anualmente por 15 días desde el 25 de abril, día de San Marcos, sin embargo el consejo prefirió celebrarla a partir del 22 de enero, día de San Vicente Mártir.
Los principales cultivos de huerta eran la viña, el cañamiel, cáñamo, lino, esparto, moreras para alimentar a los gusanos de seda e higos. El principal cultivo de secano era la vid debido a su rendimiento económico con escasa mano de obra, dejando los grandes cultivos cerealísticos en manos de la encomienda santiaguista de Fadrell al poder permitirse contratar más mano de obra, mientras que el olivo no fue relevante hasta el siglo XV. Sin embargo el cultivo que más problemas causó durante toda la Baja Edad Media fue el del arroz. En 1374 se producen las primeras distensiones sobre este cultivo por lo que una orden municipal del año siguiente prohíbe su plantación sin que surtiera efecto para la Orden de Santiago que en 1380 recibió la autorización de Pedro IV para poder cultivarlo, hasta que las autoridades locales intervienen y la Orden se queja ante el rey Juan I que el 27 de mayo de 1388 prohíbe la siembra del arroz. Los problemas persistieron y de nuevo Alfonso V manda arrancar el arroz anulando el permiso dado por el rey Martín I. Pero los santiaguistas persistieron en sus intentos consiguiendo todos los apoyos posibles, incluido el de la reina María de Castilla que mandó a sus médicos personales a Castellón a estudiar la concesión del permiso en 1436, logrando el favor del rey el 27 de octubre de 1440, pero revocándolo la reina el 27 de mayo de 1441 tras escuchar las quejas de las villas afectadas. De nuevo en 1447 se vuelve a intentar plantar arrozales en base al mismo informe que inmediatamente es revocado por el rey, que lo volvió a confirmar el 30 de agosto de 1457.
La ganadería comienza a tomar importancia en la economía castellonense durante el siglo XIV contagiada por la riqueza que esta actividad económica trajo a la zona del Maestrazgo. Los rebaños castellonenses tenían derecho a pastar en el propio término de la villa y en los vecinos de Montornés, Borriol, Onda y Almazora, así como por privilegio real del 28 de mayo de 1321 por los pastos de Teruel y su comunidad de aldeas. El bovalar se instituyó bien pronto, primero en la partida que todavía tiene ese nombre y, cuando se roturó para el cultivo, se trasladó a los pies del cerro de la Magdalena; junto a él se instauró el derecho de degolla, esto es a matar a los animales que incumplieran la normativa de la zona. Aunque la actividad ganadera más importante era la cría de cerdos, que se encontraba estrictamente regulada por las autoridades locales. Estas actividades fueron tan importantes que llegaron a abastecer el mercado de la ciudad de Valencia. También fue importante la apicultura, cuya actividad estuvo regulada desde, al menos, 1386.
También suceden en estos años las primeras noticias sobre el comercio marítimo en las playas del Grao, el 1 de agosto de 1329 el rey ordena que las licencias de carga las otorgará el baile local y no la señora feudal y posteriormente el 19 de agosto de 1337 el rey ordena que los trámites se realicen ante el baile local y no ante el baile del Reino, hecho que volvería a repetir en 1338 y que causaría continuos enfrentamientos durante el resto del siglo. La actividad marítima tuvo un importante auge. A finales del siglo XIV Castellón disponía de su propia flota, 15 mercaderes dedicados al comercio marítimo y actividad comercial con Valencia, Narbona, Colliure, Tarragona, San Felíu de Guixols, Génova, pero sobre todo con Barcelona hacia donde entre 1412-1418 y 1422 zarparon 276 barcos. Esta actividad estuvo protegida por los reyes que prohibian ejercerla en territorios fuera de su jurisdicción, pero a finales del siglo XV entró en crisis al imponerse trabas desde Valencia.

### Administración
Los orígenes de la organización municipal de la villa de Castellón no están claros. El 16 de septiembre de 1245 Jaime I podría haber regulado la elección, solo por los soldados cristianos que tomaron el castillo en 1233, de jurados y consejeros a celebrar anualmente el día de la quinquagesima, este privilegio volvería a ser confirmado por el rey en mayo de 1266, aunque lo más probable es que estos documentos se confundieran con el privilegio otorgado a la ciudad de Valencia en esas mismas fechas que trata sobre ese menester, por ello no debió cumplirse en un ningún momento ya que documentos de 1277 nombran a Jaime Fiveller como baile y justicia, dos cargos que acumulados serían signo de la poca organización administrativa del municipio. En 1283 el prior de San Vicente de la Roqueta Pedro de Rege otorga a la villa el derecho a nombrar acequiero, un derecho entonces reservado al señor feudal de Castellón conforme a la Carta Puebla concedida por Nuño Sánchez, siendo la primera autoridad local concedida para ser nombrada por los vecinos. Un año después, el rey Pedro III de Aragón extiende a Castellón los mismos privilegios forales que gozaba la ciudad de Valencia, esto es la capacidad de elegir consejo, oficios mayores y oficios menores. En estas fechas se debió organizar el gobierno municipal del cual queda probada su existencia en 1287, en 1289 se separan las jurisdicciones de baile y jurado y en 1296 son las autoridades locales quienes llevan a cabo el proceso de compra de la villa para incorporarla al patrimonio real.
La administración local se regiría conforme a dos fuentes legales, la costumbre a la que algunos documentos nombran pero que se desconoce si llegó a alcanzar el estatus de derecho consuetudinario, y los privilegios reales emanados de un monarca a petición expresa del solicitante o por voluntad del rey para premiar el que considera un comportamiento ejemplar de sus súbditos. En 1335 la reina Leonor de Castilla concede las primeras Ordenaciones que regulan las tareas de los consejeros, el taulatger y los mensajeros de la villa, con ellas la reina procuraba establecer paz y concordia entre las autoridades locales y el señorío que ejercía sobre la villa y que era rechazado por la población, con el afán de rentabilizar las ganancias que Castellón procuraba a sus finanzas, pero dejaba claro que un consejo general podía reformarlas en cualquier momento, algo que se hizo en 1341, creando las conocidas como Ordenaciones de micer Rabasa redactadas por el jurista valenciano Giner Rabasa de acuerdo con el consejo de Castellón. Entre estas ordenaciones y las siguientes conocidas con seguridad se supone que estuvieron en vigor unas redactadas por un miembro de la conocida familia de juristas valencianos de apellido Jaffer de las que solo existe una cita en el acta de nombramiento de justicia de 1409. Las siguientes las otorga por privilegio el infante Juan de Navarra, lugarteniente del Reino, un siglo después de las de micer Rabasa, que pretendía introducir el nombramiento de oficios mediante sorteo algo a lo que se opuso la villa porque suponía renuncia a fueros y privilegios que disfrutaba desde tiempos antiguos por lo que la negociación se alargó hasta el 22 de mayo de 1446 con el consejo aceptando el método de la insaculación para nombrar cargos, y estuvieron en vigor durante los 10 años que se habían comprometido como prueba. Al final de este tiempo la insatisfacción de las autoridades era patente por lo que en 1467 se consigue reformar el régimen de insaculación gracias al privilegio del Nou regiment otorgado por Juan II de Aragón. En 1475 el maestre de la Orden de Montesa Luis Despuig, lugarteniente del Reino, convoca a los jurados de Castellón ante él para negociar unas nuevas Ordenaciones, consiguiendo recuperar viejos atributos y constituir las Ordenaciones de micer Rabasa como jurisprudencia supletoria, sin embargo al rey no le gustó este cambio y revocó el privilegio debido a que el pago efectuado para obtenerlo no era razonable para con el trato que las nuevas Ordenaciones dispensan a Castellón, creando un agravio con otras villas del Reino que habían pagado más dinero a cambio de una normativa menos beneficiosa para sus intereses. Finalmente, un año después el rey otorga el Nuevo Privilegio a Castellón por el que se vuelve al Nou regiment de 1467 con las deficiencias que existían según el consejo subsanadas.
El consejo era el titular del gobierno municipal debía conocer de forma directa y sumaria sobre las penas municipales y estaba facultado para imponer impuestos. Lo formaban 36 consejeros, cargo que podía ejercer cualquier vecino siempre que probara su honradez y aptitud ya que no podía renunciar a participar, siempre y cuando no fuesen procurador de caballero, prelado, barón con propiedades a más de tres leguas de la villa o se haya escogido a otro miembro de su familia para ejercer en el mismo periodo de tiempo. Su elección, siempre realizada en la víspera de la quinquagesima, varía según las ordenaciones vigentes en el momento; manteniendo un mismo número de consejeros electos por cada una de las 6 parroquias, entendidas como barrios y no como entidades religiosas, que eran Santa María, San Juan, San Nicolás, San Pedro, San Agustín y Santo Tomás; aunque no eran electos por sus convecinos ni era necesario que residieran en ellas si no que los candidatos eran distribuidos entre cada parroquia según las necesidades de cubrir puestos. De algún modo u otro se mantuvo la costumbre de que los consejeros fuesen nombrados por los jurados recién electos y todos o una parte proporcional de los consejeros salientes, después de probar muchos métodos, finalmente el Nuevo Privilegio establecía la elaboración de dos listas, una con los prohombres más destacados de la villa y otra con los vecinos comunes eligiendo 12 consejeros de cada una a razón de 2 consejeros por parroquia de cada lista, estos 24 miembros se sumarían a los oficios mayores, los síndicos y el escribano para contar con los 36 consejeros, de los que solo se necesitarían 16 para tomar acuerdos. El consejo contaba con la orientación legal de un asesor jurista, normalmente un doctor en leyes de Valencia no residente en Castellón. Los oficios mayores eran tres:

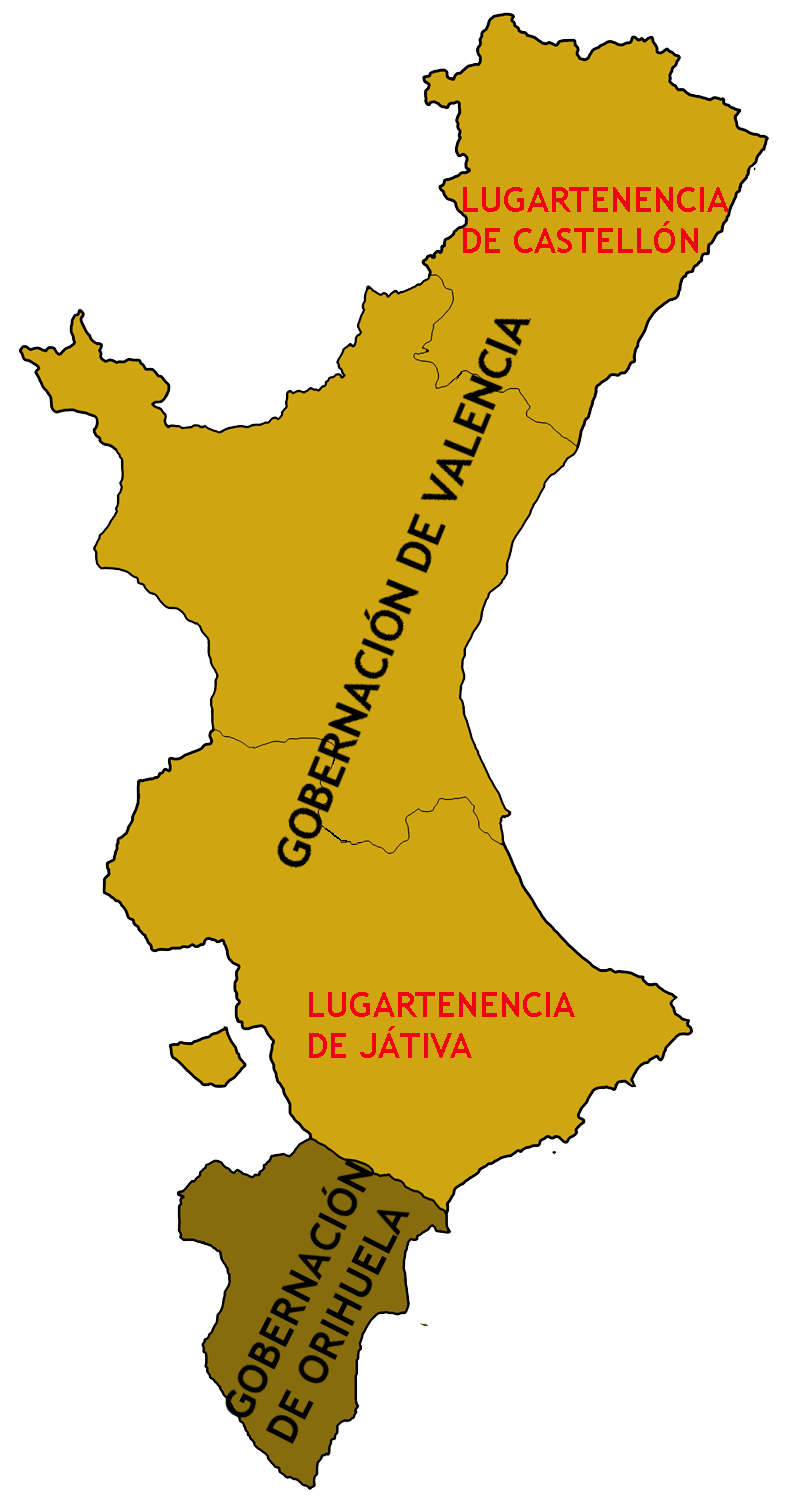
Gobernaciones y lugartenencias del Reino de Valencia

- El justicia ejercía la jurisdicción civil y criminal de la villa y junto al consejo se constituía en tribunal y a su vez era el presidente del municipio y dirigía las deliberaciones del consejo. Su elección tenía lugar cada 22 de diciembre. En algunas épocas tuvo a su cargo a ciertos consejeros o nombraba a un asesor letrado para que le ayudara.
- Los jurados eran los representantes y relatores del consejo. Eran 4 y 2 de ellos debían permanecer permanentemente en la villa, en los alrededores de la iglesia mayor. Al finalizar su mandato tenían que dar cuenta de su gestión a sus sucesores.
- La figura del mostassaf recogía todas aquellas competencias municipales que no estaban asignadas a otro cargo, así se encargaba de la vigilancia de las construcciones privadas, de la salud pública y la limpieza urbana, la inspección de mercados y la organización de las ferias, el control de los pesos y medidas y la inspección de la calidad y los precios de todos los productos puestos a la venta en la villa. Su elección se realizaba el 28 de septiembre, víspera de San Miguel y podía tener un lugarteniente designado por el consejo o por el titular del cargo.[101]

Los oficios menores eran los siguientes:
- El síndico o clavario, encargado de los cobros y pagos. Habitualmente este cargo lo ocupaba el jurado primero del año anterior. Era elegido el domingo de Pentecostés o el lunes siguiente.
- El acequiero, que entendía de los riegos de la Acequia Mayor, revisaba cada día el estado de ullals y files y resolvía litigios sobre el uso de las aguas. Se elegía el día de San Esteban, 26 de diciembre.
- El sacristán, custodiaba los bienes de la iglesia mayor y era el encargado de pagar por sus obras. Respondía por sus actos ante el consejo, su sucesor y el vicario eclesiástico. También existieron sacristanes únicos para las principales ermitas del término, como santa María Magdalena, San Jaime o Lledó. Todos ellos se escogían el día de San Esteban.
- El escribano redactaba todas las escrituras públicas y privadas de Castellón sin cobrar suplemento siempre que no involucrara a terceros ajenos a la villa, custodiaba el sello de la villa y desde el siglo XIV el archivo municipal y fue el responsable de la insaculación mientras esta estuvo vigente. Al finalizar su cargo debía rendir cuentas ante el consejo por el mismo y se le prohibía volver a ejercerlo por un periodo de 3 años. También era elegido por Pentecostés.
- Los contadores o jueces contadores inspeccionaban las cuentas del síndico y administraban el erario municipal.
- Los manobrers planificaban y organizaban las obras públicas. Durante mucho tiempo fueron mínimo 2, uno dedicado a la construcción de las murallas y otras edificaciones y otro dedicado en exclusiva a la construcción de la iglesia mayor.
- Para cualquier asunto tratado fuera de la villa, especialmente las embajadas ante los reyes o la búsqueda de asesoramiento ante otras autoridades, el consejo nombraba a uno o varios mensajeros. Si éste se encargaba de representar al municipio en un pleito celebrado en un lugar diferente, se consideraba un procurador ad litem, y recibía el nombre de síndich als pleits.

Completa la representación del poder el baile, oficial nombrado por el rey que ejercía su representación y administraba los bienes patrimoniales de la corona.
Al ser Castellón villa de primera clase del Reino de Valencia tenía derecho a nombrar por un mandato de tres años a un diputado para la Generalidad del Reino, normalmente el jurado primero del año en curso para entrar en turno y ocupar el cargo de sexto diputado de la Generalidad.
La Gobernación de Valencia se subdivide en 1326 en dos áreas llamadas lugartenencia o sotsgovernació en cada extremo de su territorio,  la de dellà Xúquer con sede en Játiva al sur y la de  dellà Uxó con sede en Castellón al norte. Estos nombres vienen dados desde la posición geográfica de Valencia siendo la palabra dellà un adverbio que significa ‘más allá’, en el caso castellonense, del río Belcaire que en aquella época se llamaba Uxó, que visto desde una posición al norte del río el nombre de la lugartenencia sería deçà Uxó, que significaría ‘más acá’. El territorio de la lugartenencia coincide con el de la actual provincia de Castellón salvo por la comarca del Alto Palancia, la mitad de la del Alto Mijares y el condado de Almenara. Al comenzar el señorío de la reina Leonor al no ser ya Castellón propiedad de la corona se perdió el asiento del lugarteniente del rey que primero pasó a Villarreal y después a Burriana hasta que en 1335 se ordenó que volviera a Castellón, pero en 1336 volvió a marchar a dichas localidades. No fue hasta la finalización del señorío de Enrique de Trastámara que el rey Pedro IV no ordenó que el lugarteniente volviera a residir en Castellón y otorgó a sus jurados la facultad para poder cesarle si no reside en la villa, un privilegio del que haría uso el gobierno local en múltiples ocasiones a lo largo de la historia. Para la ocasión en que debían ausentarse de la villa les sustituía un agregado que permanecía en su puesto hasta su retorno.

## Urbanismo

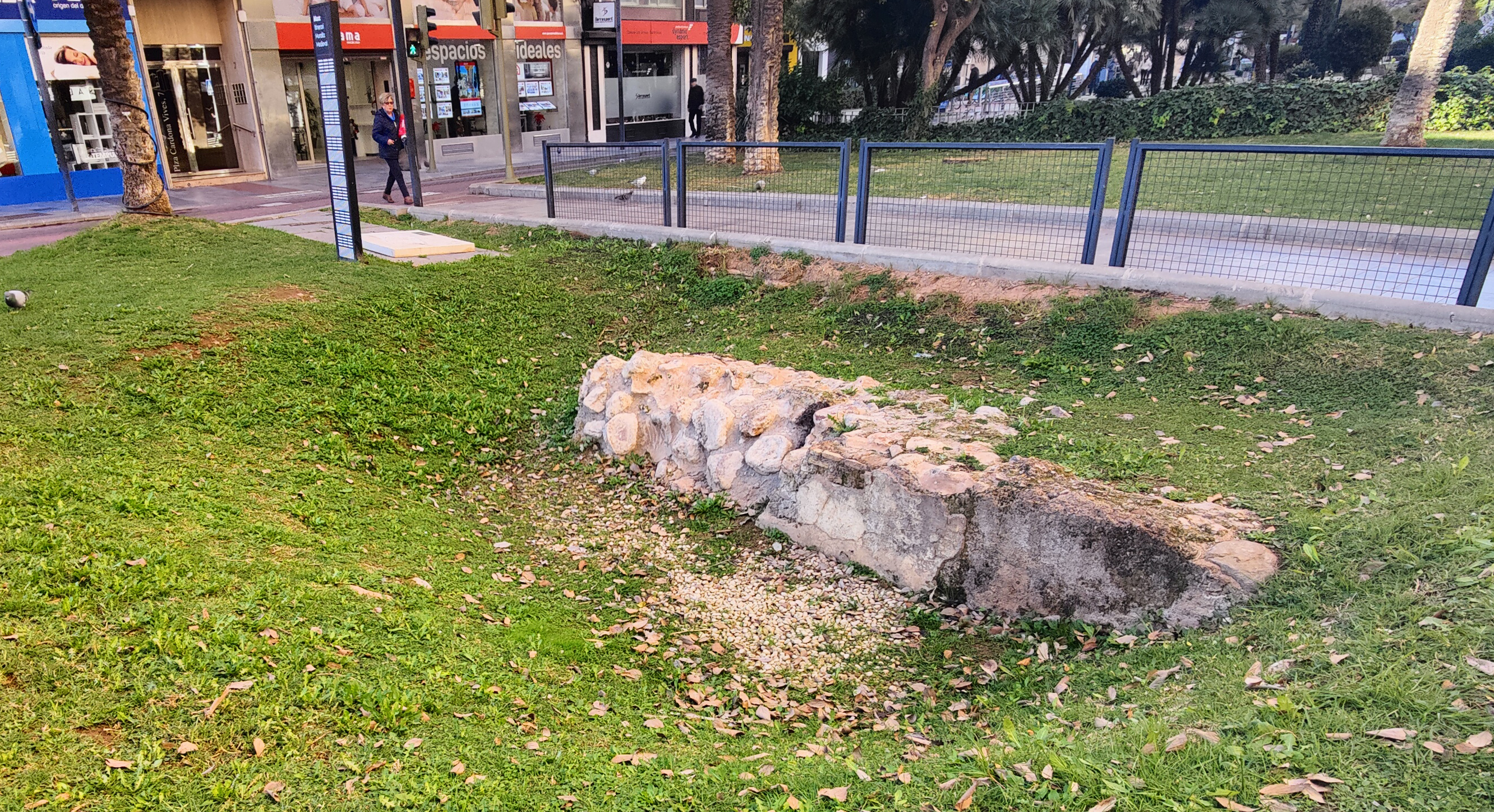
Restos de la muralla del en la plaza Cardona Vives

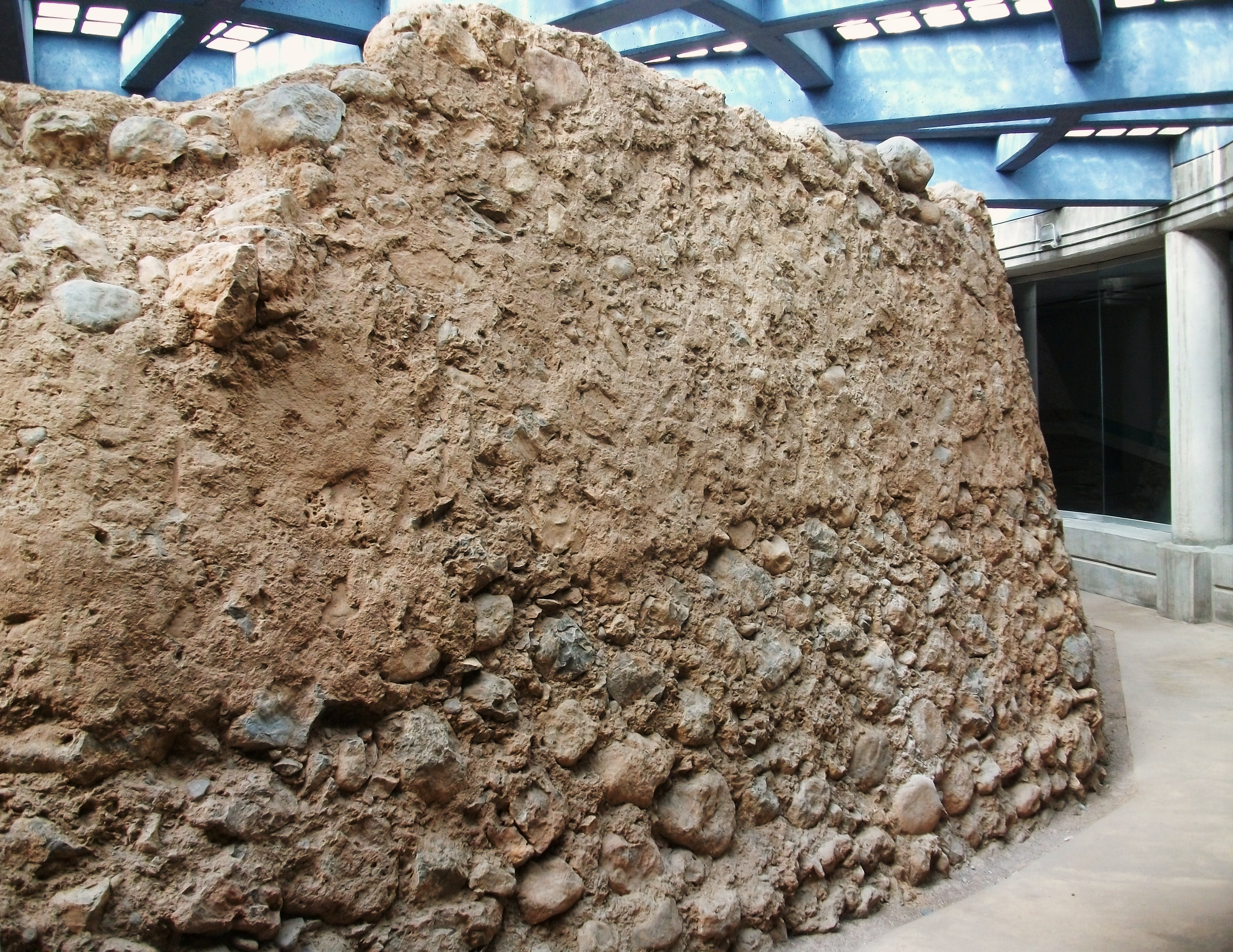
Restos arqueológicos de la torre de San Pedro, de les Alçamores o dels Alçaments bajo la plaza de las Aulas

En 1260 San Vicente de la Roqueta concede el derecho a construir un camino directo hacia el mar, el camino Vell de la Mar, cuyo trazado nace de la Puerta del Sol y sigue por las calles Falcó, Asensi, Maestro Ripollés y La Llosa hasta salir de la ciudad como un camino rural en dirección al Grao, lo que hace pensar en la existencia de un poblado de pescadores con cierta actividad mercantil en las playas adyacentes.
Por el privilegio otorgado en 1272 por Jaime Sarroca Castellón construye su primer, o segundo, conjunto de murallas.
El que la historiografía tradicional denomina primer recinto de murallas se limita por las actuales calles de Núñez de Arce, Enseñanza, Antoni Maura —barranco del Canyaret—, Enmedio, Puerta del Sol, Gasset, plaza de la Paz, Escultor Viciano —barranco del Vallás— y Gobernador Bermúdez de Castro; y lo que se llama segundo recinto comprendería el área entre las calles San Luis, plaza Clavé —barranco de San Luis—, avenida del Rey Don Jaime y Ruíz Zorrilla donde enlazaría con los muros del primer recinto hasta la plaza María Agustina, que las evidencias arqueológicas han comprobado que se construiría en el siglo XIV,desmontando cualquier posibilidad a que se edificaran en este momento histórico. Mientras que para Forcada Martí comprenderían la plaza Clavé y la calle Colón —barranco del Agua— hasta la calle Enmedio por donde seguirían el intinerario descrito en primer lugar. En todo caso, esta es la población que sería diseñada por el ficticio noble de la corte real y arquitecto Alonso de Arrufat que aparece en citado en las trovas apócrifas de Mosén Jaime Febrer que en realidad fueron escritas por Onofre Esquerdo i Sapena en el siglo XVII. La nueva villa se organizaba conforme a una trama cuadriculada irregular alrededor de un eje central, la calle Mayor, con tres puertas a norte, oeste y este; mientras que en la zona noroeste se rompia el esquema para la inserción de la primera iglesia parroquial según criterios litúrgicos dejando a su alrededor las únicas plazas de la villa.
Según Forcada Martí, en el año 1297 se debió ampliar el recinto amurallado hacia el norte hasta el barranco del Canyaret, ocupando lo que la historiografía tradicional conoce como primer recinto amurallado, ya que fue edificado íntegramente en las últimas décadas del siglo XIII. En este momento el conocido como Parador Real queda incorporado al interior de la villa. En 1339 el recinto amurallado volvería a ampliarse acogiendo el arrabal de poniente dando origen a las actuales calles Enmedio y Alloza. Hacia 1386 tiene lugar la última ampliación del recinto amurallado de la villa, en dirección norte hasta el barranco de la calle San Luis y el Toll, incorporando la morería y otros pequeños arrabales. Tres años después, en 1389 se deben reformar parte de las murallas para incorporar las bombardas que el consejo había comprado. Tras esta última ampliación, las 6 parroquias, entendidas como barrios y no como entidades religiosas, de Castellón ya formaban parte del recinto amurallado, Santa María, San Juan, San Nicolás, San Pedro, San Agustín y Santo Tomás fueron los únicos barrios con derecho a representación política hasta el siglo XIX y pervivieron como entidades territoriales hasta el siglo XX.
En 1274 Jaime I funda Villarreal y para ello ordena el desvío de la vía Augusta para que pase por el centro de la nueva población. Este nuevo recorrido, llamado Camino Real, comienza en el término municipal de Castellón, a la altura de la gran rotonda de la circunvalación con la carretera nacional siguiendo por el camino de la Cova del Colom de Castellón dirección a la rambla de la Viuda en Almazora cruzándola mediante vado o puente de madera cerca de la ermita de Santa Quiteria y cruza el Mijares por el puente medieval de Santa Quiteria para entrar en Villarreal. Probablemente por esta época también se trazaría el camino del Collet, para unir de forma más directa la vía Augusta con el nuevo asentamiento de Castellón, su recorrido bordea el actual grupo periférico Roser por el norte y sigue la carretera de Borriol, el paseo Morella y las calles Zaragoza y Colón. En 1337 los castellonenses protestaron por el desvío de la vía Augusta para pasar por el centro de Villarreal por lo que decidieron roturar y dedicar al cultivo el trazado del Camino Real por el municipio obligando a los viajeros a tomar la antigua calzada, mucho más cercana al asentamiento de la villa y por tanto más provechosa para los intereses económicos de Castellón. Pedro IV emitió laudo ese mismo año ordenando el restablecimiento del camino atendiendo a que Villarreal era una posesión de la corona y Castellón una posesión feudal muy molesta para con los intereses particulares del monarca.
En algún punto entre 1330 y 1340 se edifica el Palau Comú o de la Villa como sede para las autoridades locales, y se incendia la iglesia mayor y comienzan las obras de reconstrucción de la iglesia mayor de Santa María, y a partir de 1403 en la construcción de un gran templo en estilo gótico valenciano, de la reconstrucción se conserva la portada del Migdia edificada entre 1374 y 1382 por Guillem Coll, y del tercer templo se conserva la puerta de la Hierba terminada en 1420.

## Cultura y servicios

### Festividades

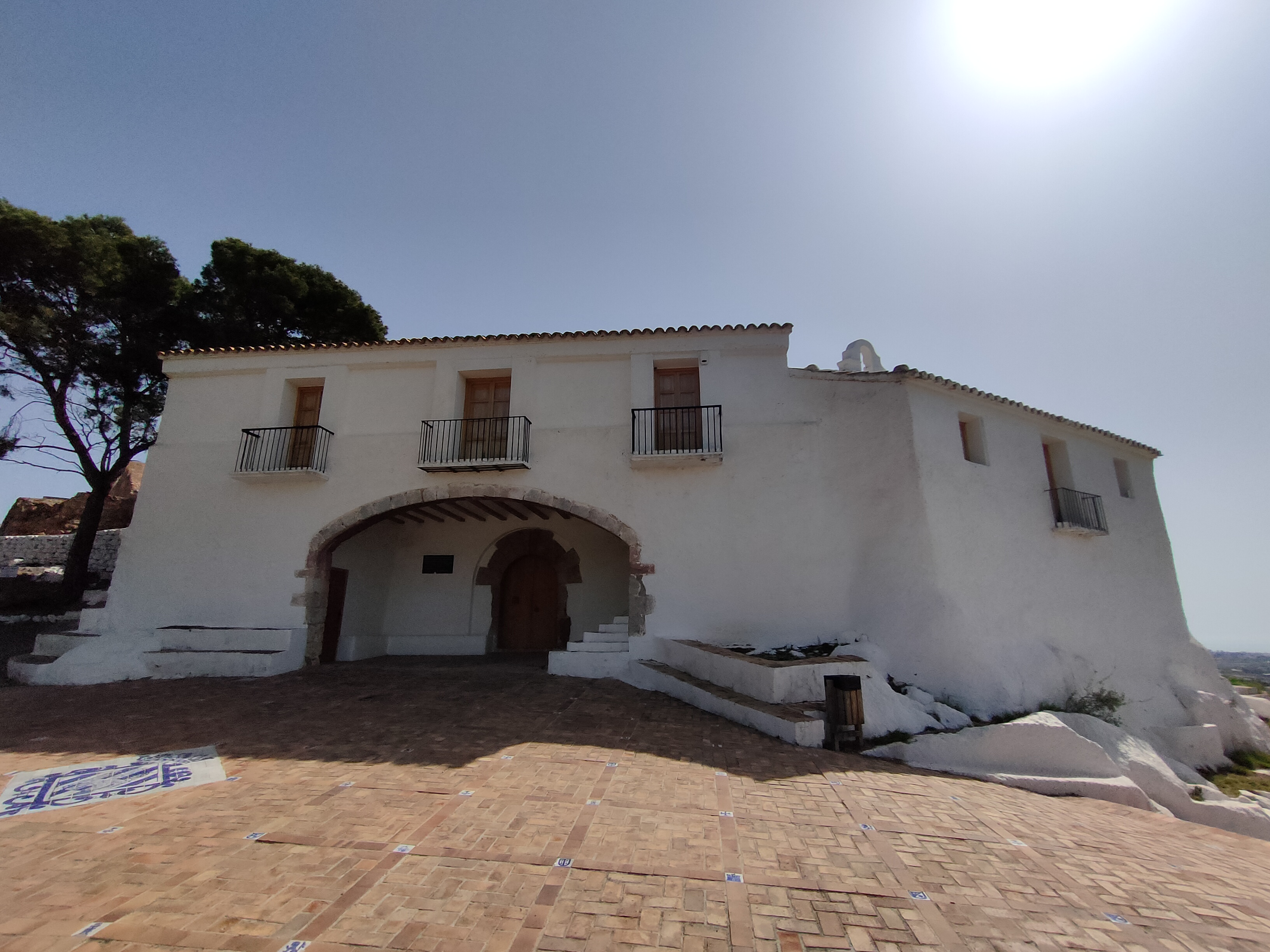
El ermitorio de Santa María Magdalena del Castell Vell ha sido foco de peregrinaciones desde 1375 recordando la historia de Castellón

Los días festivos y los domingos estaba prohibido trabajar en Castellón, algo que nunca se cumplía y que las ordenanzas municipales intentaban hacer cumplir imponiendo fuertes multas aplicables a todos excepto a quien se dedicase al mantenimiento del ganado. Solía declararse festivo también aquellas ocasiones en las que la hueste de la villa salía acompañada del pendón, haciendo con el tiempo costumbre el izarlo en uno de los portales de la muralla en fechas señaladas, siendo o no festivas.
Parece que los castellonenses nunca olvidaron su lugar de procedencia y desde bien temprano celebraron rogativas al antiguo emplazamiento de la villa en el Castell Vell. Éstas están documentadas en 1375, en 1390 por la celebrada el año anterior, y en 1429, por lo que parece que el acto tuvo una periodicidad anual, especialmente remarcable durante los numerosos brotes de peste y en la sequía registrados en la época y que conllevaron actos penitenciales a otros lugares sagrados del término de acuerdo a la costumbre propia de la religiosidad del momento. En la década de 1450, coincidiendo con el 2.º centenario del traslado, las autoridades locales lucharon para concluir el actual ermitorio de Santa María Magdalena que el frare barbut había comenzado indicando a las autoridades eclesiásticas pertinentes la historia del lugar y su significado para los castellonenses, lo que hace pensar que el carácter religioso ya estaba impregnada de un sentido histórico y conmemorativo y que parece concluyente afirmar que se llevaba a cabo el tercer sábado de Cuaresma. A la vuelta de la romería está documentado desde el siglo XV el empleo de gaiatas a las que se les acabó dando el recuerdo de aquellos gaiatos con un farol colgando que se dice utilizaron los antiguos pobladores. Sin duda este es el origen de la actual Romería de las Cañas, que con el tiempo se rodeó de otros elementos folclóricos que acabaron enraizados en la leyenda del traslado escrita por el notario José Llorens Clavell entre finales del siglo XVII y principios del XVIII que muy pronto se consolidó. A mediados del siglo XVI se convirtió en una tradición anual y coincidiendo con la creación de la leyenda perdió su carácter penitencial para en 1945 dar origen de las actuales Feria y fiestas de la Magdalena que se celebran durante 9 días a partir del tercer sábado de Cuaresma.
Por Cuaresma las autoridades se preocupaban en el cumplimiento estricto de la abstinencia y contrataban a los predicadores dominicales de estas fechas. El Viernes Santo tenía lugar una representación teatral sobre la Pasión de Cristo y el Domingo de Resurrección, tras los oficios religiosos, se celebraban fiestas populares con músicos y juglares pagados por la villa.
Se tiene conocimiento de la celebración del Corpus Christi desde 1409, aunque ese documento habla de celebraciones anteriores, este año fue suspendida la procesión, siendo el primero de los múltiples incidentes en el seno de esta festividad recogidos en las actas municipales. La procesión era el elemento central y transcurría de forma muy similar a como lo hacen las de Valencia o Morella, con la representación de escenas bíblicas, la participación de elementos folclóricos del bestiario, la existencia de rocas y la participación de todas las cofradías y entidades de la villa. La fiesta se alargaba durante tres días en los que se celebraban desfiles, representaciones teatrales y fiestas populares, siendo por ello considerada como la festa grossa de Castellón.
Una importante festividad de los primeros siglos tras el traslado a la Plana era la de Santa Cristina celebrada el 24 de julio y cuya cabeza se guardaba en forma de reliquia en la iglesia mayor. La fiesta decayó muy pronto y solo pervivió la procesión por lo que en 1422 se acuerda celebrar la festividad el siguiente domingo a su día litúrgico. Mucho más éxito tuvo la celebración de la Asunción de María el 15 de agosto a quien se había dedicado la iglesia mayor. Tras la liturgia se celebraban en la plaza Mayor numerosas competiciones de saltos, lucha, tiro de ballesta, hípica, baile y carreras. Algunas competiciones eran premiadas con la entrega de ocas, instaurando la costumbre viva hasta mediados del siglo XX de relacionar ésta festividad con los ánades ya sea en forma de fiestas populares o en su consumo gastronómico.

### Religión
Según la leyenda el convento de frailes agustinos fue fundado en persona por San Guillermo de Maleval y su discípulo Alberto antes de la conquista cristiana de Castellón donde actualmente se ubica el antiguo asilo en la esquina de la calle Gobernador con la avenida del Mar. Durante la guerra de los Dos Pedros el convento quedó arruinado por lo que los frailes se trasladaron temporalmente al Parador Real, en 1393 consiguieron el permiso para reedificar el antiguo edificio pero aunque las obras empezaron se paralizaron en 1402, asentándose los frailes de forma permanente en el Parador al que comenzaron a opacar en importancia pese a que mantenía su antigua función durante las visitas reales. Allí acabarían construyendo, siglos más tarde, la actual iglesia de San Agustín.

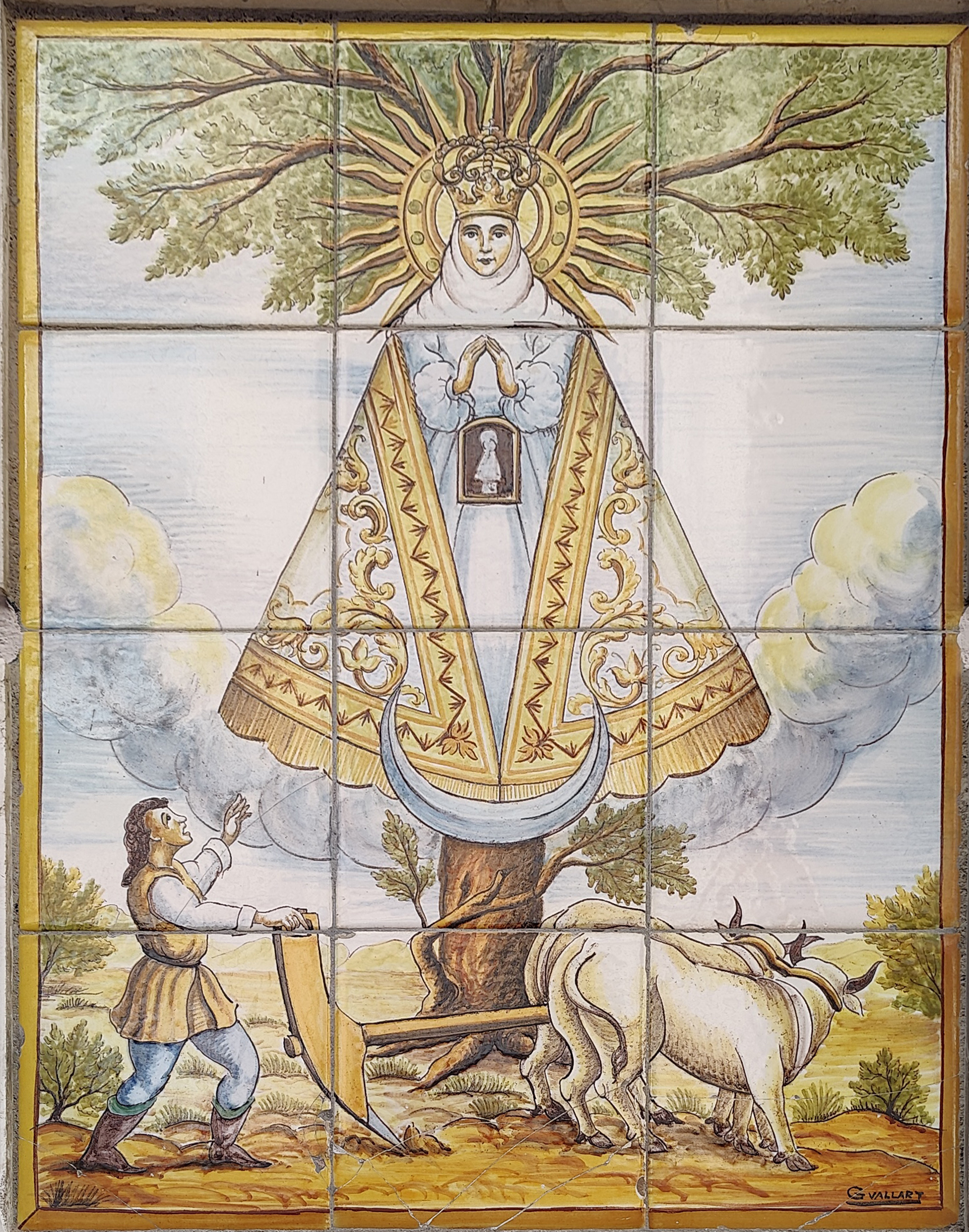
Panel cerámico mostrando la leyenda de la Santa Troballa de Nuestra Señora del Lledó

La costumbre indica que en el año 1366 comienza el culto a la Virgen del Lledó tras haber sido encontrada por el labrador Perot de Granyana bajo una piedra entre las raíces de un lledoner al arar las tierras de su propiedad con dos bueyes. Esta es la leyenda que recogería el inexistente Llibre del Bé i del Mal de la ciudad de Valencia, pero lo cierto es que las primeras noticias sobre una pequeña construcción religiosa en el lugar de la Troballa aparecen en 1370, en 1378 se concede permiso para celebrar misas allí y un año después se acuerda ampliar la ermita para da cabida a los cientos de peregrinos que visitan a la virgen. La rápida propagación de la devoción mariana a Nuestra Señora del Lledó así como las peculiaridades únicas de su imagen, una pequeña estatuilla de unos 6 o 7 cm probablemente labrada en alabastro por una mano inexperta con posibles influencias orientalizantes, completamente repugnante para la representación de la Virgen María de la época hacen pensar a muchos historiadores que se trataría de un caso de sincretismo religioso donde se hubiera tomado un amuleto u objeto devocional doméstico de porte femenino, para algunos se trataría incluso de alguna diosa procedente de Oriente Oriente Próximo o del Antiguo Egipto, de época romana que habría sido cristianizada como la Theotokos en época tardoimperial y con un culto sostenido en el tiempo en la era visigoda y posteriormente por los mozárabes de la zona, con un resurgimiento durante la dominación por parte de Sancho Ramírez de Castellón hasta tener que ser ocultada debido a la invasión almorávide y olvidada su ubicación, pero no su memoria, hasta su hallazgo fortuito en el siglo XIV.

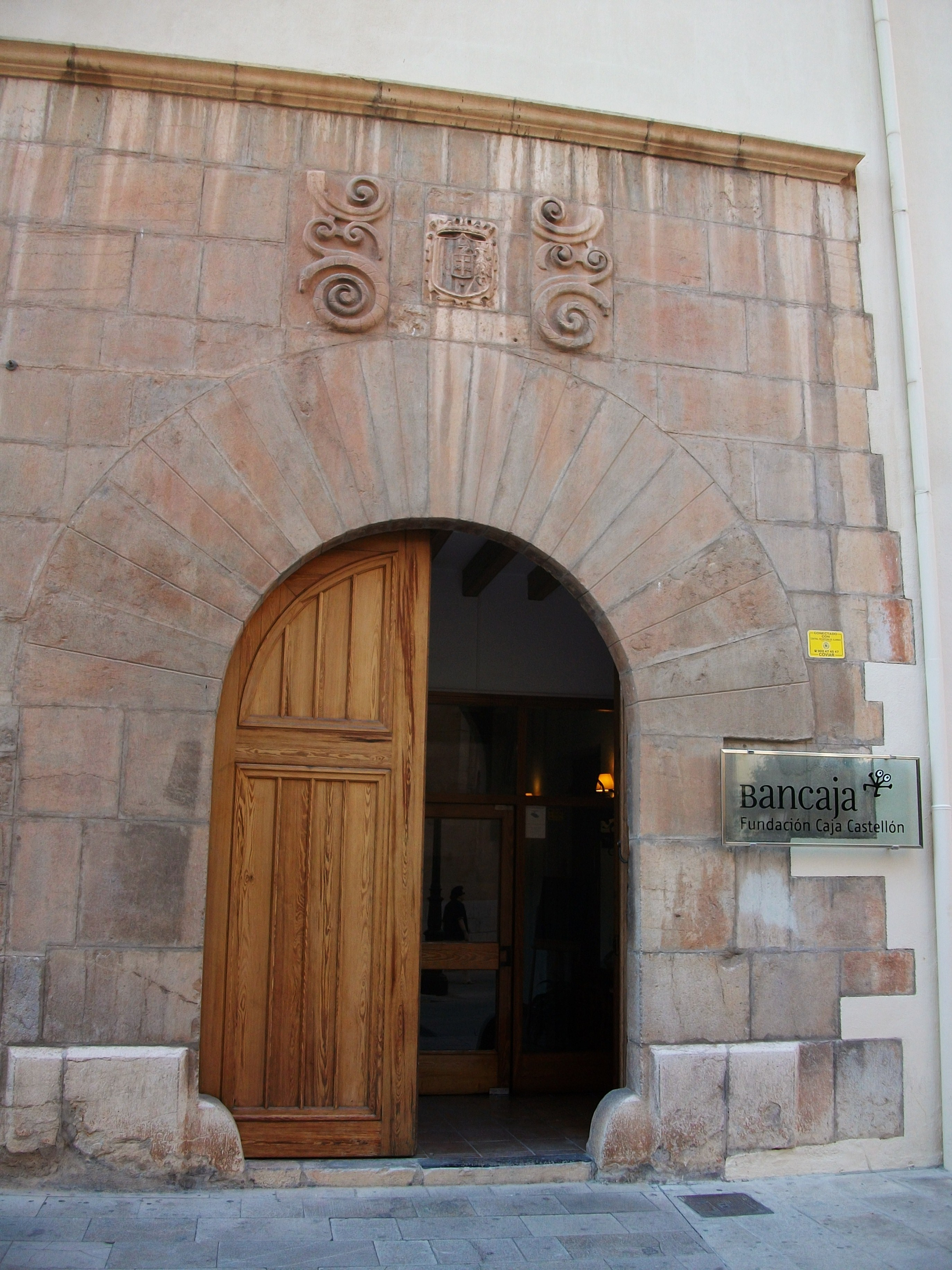
Portada de la Casa Abadía con el escudo de la Cartuja de Vall de Cristo

El tiempo que duró el Cisma de Occidente en la Iglesia Católica también fue convulso para Castellón. El 8 de junio de 1385 el todavía infante Martín y su esposa María de Luna fundan en Altura la Cartuja de Vall de Cristo, a la que con el tiempo van nutriendo de prebendas de toda clase. Ya en 1387, a instancias del rey, el prior del monasterio Juan Berga solicita al antipapa Clemente VII incorporar la parroquia de Castellón a las rentas de la cartuja, que lo autoriza mediante una bula fechada el 19 de marzo de ese mismo año. Por más de un año se intentó la incorporación de la parroquia al monasterio pero la firme oposición de la villa lo impidió, provocando que cayera en entredicho. El 5 de noviembre de 1388 el legado de Pedro de Luna puso en ejecución la bula de anexión , pero de la rectoría de la parroquia se hizo cargo el que todos los documentos municipales nombran como «cardenal de Florença», Pietro Corsini, desconociéndose por qué no se hizo cargo de la parroquia el prior de la cartuja. El cardenal no pisó nunca Castellón y en su nombre actuaba un vicario según la estructura establecida en la ejecución que hizo Pedro de Luna. A la muerte del primer vicario se presentó en la parroquia el presbítero castellonense Arnau Moster, que contaba con el apoyo de las familias más importantes de la villa pero no del consejo comenzando una larga disputa que no se resolvería hasta que Pedro de Luna, ya coronado como el antipapa Benedicto XIII volvió a promulgar una bula de anexión de la parroquia de Santa María a la Cartuja de Vall de Cristo el 23 de abril de 1397. Esta vez el consejo retuvo la capacidad de recomendar candidatos para ocupar los puestos de vicario, algo que produjo innumerables disputas durante los casi 5 siglos de dependencia eclesiástica ya que la cartuja no cumplía lo pactado. El ya rey Martín I obligó a las autoridades castellonenses a aceptar esta vez la bula permitiendo que el prior tomara posesión el 14 de junio de ese mismo año. La bula fue confirmada posteriormente por los papas Martín V en 1419, Eugenio IV en 1442 y Calixto III en 1457.
Finalizados los conflictos eclesiásticos las relaciones de la villa con el papado no mejoraron y se mantuvieron tensas. En julio de 1414 el Papa y el rey se reunieron en Morella para discutir la posición aragonesa en el Concilio de Constanza. Para esa reunión el rey exigió a las autoridades locales de Castellón el envío de víveres y vituallas suficientes, pocos días después el consejo nombró a un mercader para encargarse del traslado, pero el desinterés era patente ya que tardó dos días más en publicar las ayudas económicas para facilitar el encargo y no se molestaron en que éste se cumplía. El rey se quejó de lo sucedido y el consejo le contestó que no era su obligación suministrar a Morella ni pagar de su propia caja el traslado, solicitando al rey que se hiciera cargo económicamente del envío, así como denunciar el maltrato que recibieron los comerciantes castellonenses en su camino a Morella en las entregas que efectuaron y decidieron revocar las ayudas ofrecidas a los comerciantes. La presión del rey se redobló y el consejo consideró sus reclamaciones como contrafuero. Sin embargo, entre el 18 y 27 o el 22 y 23 de noviembre el Papa Luna visitó la villa y fue recibido con todos los honores acordes a su posición y sin que se presentara ningún contratiempo.
En 1451 el «frare barbut» Antoni, procedente del monasterio de Santes Creus, ocupa como ermitaño el Castell Vell empezando a construir en las ruinas una capilla dedicada a Santa María Magdalena en la que hacia 1453 ya se celebraba misa y para la que en 1456 se nombró por primera vez sacristán y ermitaño. Durante este siglo una comunidad de monjes franciscanos se asienta en la ermita de Santa Bárbara lejos de los muros de la villa y construye un convento dedicado a su fundador San Francisco de Asís.

### Sanidad
En 1290 aparece la primera noticia sobre el Hospital de la Villa, situado en el terreno de la actual plaza Santa Clara, y que contaba con una capilla dedicada a San Esteban. El 4 de diciembre de 1391 se tiene constancia gracias al testamento de Guillem de Trullols de la existencia de un segundo hospital con 10 camas en Castellón fundado en una fecha desconocida por el que había sido consejero de la villa, se ubicaba en sus propiedades extramuros hasta que la última ampliación del recinto amurallado, justo en la actual plaza de las Aulas y edificio de la Diputación Provincial y gestionado por la cofradía de San Jaime. El 29 de julio de 1498 se autoriza por primera vez la fusión de este hospital con el de la Villa en las instalaciones del primero para paliar los problemas económicos que ambas instituciones arrastraban, pero probablemente la unión no se llevó a cabo hasta 1509. El nombre de Trullols se mantuvo hasta el siglo XVIII, y el emplazamiento hasta la primera década del siglo XX.
Además de los cementerios para la judería y la morería, Castellón disponía desde su reorganización urbanística de 1272 del Fossar de la Vila en la plaza Mayor, enfrente de la iglesia parroquial justo donde se sitúa el Palacio Municipal, donde se daba sepultura a los miembros de la universidad de cristianos, quiénes también podían optar por ser enterrados en el convento de San Agustín o en el interior de la iglesia. Desde su creación hasta 1421 este cementerio estuvo plenamente integrado con su entorno urbano sin ninguna separación hasta que en dicha fecha se construyó un muro que lo cerrara. Este lugar de enterramiento no fue clausurado hasta los años 1800.